# Středověká literatura

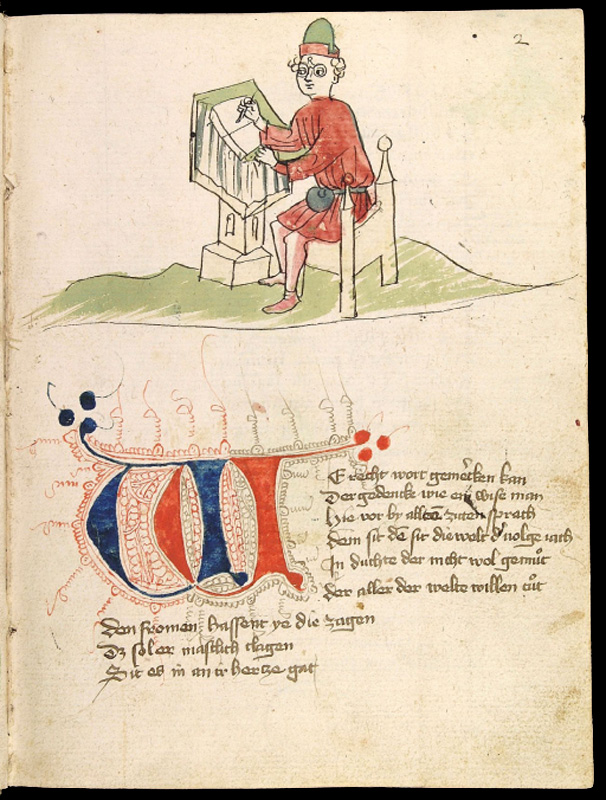
Ulrich von Zatzikhoven a úvodní verše jeho artušovského románu Lanzelet, napsaného na sklonku 12. století (Rukopis Codex Palatinus Germanicus 371 z roku 1420)

Středověká literatura je literatura, která vznikla v období středověku, tedy zhruba mezi lety 500 a 1500 n. l. Nejčastěji se pod středověkou literaturou rozumí evropská literatura mezi zánikem Západořímské říše (476) a objevením Ameriky (1492), ke středověké literatuře se však mohou řadit také díla jiných kultur spadající časově do tohoto období: arabská a perská literatura, indické texty a také literatura dálného východu (zejména čínská, japonská a korejská).
Psaná literární díla z tohoto období jsou v evropském prostoru zachována v rukopisech, neboť k vynálezu knihtisku došlo až v polovině 15. století. Některá díla pozdního středověku existují jako inkunábule (prvotisky). Typickým rysem mnoha děl je jejich fragmentární (částečné) zachování a anonymita. Středověcí autoři také často pouze překládali, doplňovali a rozšiřovali starší díla. Raněstředověká díla byla obvykle dlouho tradována v ústní podobě a určena k poslechu a teprve v období vrcholného středověku byla v různých podobách zapisována. Středověká literatura se také často pohybovala na pomezí světské a duchovní polohy, byť v textech zabývající se středověkou literaturou je tato hranice pro přehlednost obvykle jednoznačně stanovena. K náboženským a duchovním textům patřily legendy, kázání a modlitby, světskou historiografickou literaturu reprezentují kroniky a letopisy, pro středověkou světskou epiku byl typický epos a postupně se rozvíjely i další prozaické žánry, fabliaux, novely, rytířské romány a další. V lyrice převládaly dvorské a milostné básně a písně. Od raného středověku až do prosazení národních jazyků mezi 13. a 15. stoletím byla převládajícím jazykem literatury latina a také později hrála jako literární jazyk klíčovou úlohu. Antičtí autoři (například Homér, Ovidius, Vergilius a další) pro středověké učence představovali závazné autority, které bylo nutné důkladně studovat.
Mezi nejdůležitější francouzská středověká díla patří chansons de geste převážně z 12. a 13. století, tedy zpěvy o činech rytířů (jako je Píseň o Rolandovi), rytířské romány Chrétiena de Troyes a dalších tvůrců od konce 12. století, alegorický Román o růži (1240–1280), básně trubadúrů a truvérů z 12. až 14. století a později autorů jako Guillaume de Machaut (14. století) nebo François Villon (15. století). K vrcholům anglické středověké literatury se zařadili latinsky píšící historikové Beda Ctihodný (8. století) a Geoffrey z Monmouthu (12. století), staroanglický hrdinský epos Beowulf pocházející patrně ze 7. či 8. století a Chaucerovy Canterburské povídky (1387–1400) stojící na přelomu pozdního středověku a renesance. Vrcholem anglického rytířského románu je Maloryho Artušova smrt (1485). V německé literatuře se v raném středověku objevovala hrdinská epická literatura, například Píseň o Hildebrandovi (počátek 9. století). Od 12. století se na německých územích rozvíjely rytířské romány ovlivněné francouzským prostředím, k nejslavnějším patří Parsifal Wolframa von Eschenbach (počátek 13. století). Mezi 12. a 14. století byla v Německu populární také milostné poezie, takzvaný minnesang, a z 13. století se zachovala také Píseň o Nibelunzích, zpracování germánského hrdinského eposu. V italské literatuře je jako vrcholné středověké dílo chápána Dantova Božská komedie, často označovaná za souhrn celé středověké kultury.
K nejdůležitějším českým středověkým památkám patří staroslověnská duchovní píseň Hospodine, pomiluj ny (přelom 10. a 11. století) a svatováclavský chorál (12. století), legendy (jako například svatováclavské Crescente fide z konce 10. století a Kristiánova legenda), veršovaný epos Alexandreis (přelom 13. a 14. století) a kroniky jako Kosmova kronika česká (počátek 11. století) či Dalimilova kronika (počátek 14. století). Z pozdějších děl lze ještě jmenovat vlastní životopis Karla IV. Vita Caroli (polovina 14. století), spisy Tomáše Štítného ze Štítného (konec 14. století) a díla husitské literatury z 15. století, například písňovou tvorbu zachycenou v Jistebnickém kancionálu či texty teologa Petra Chelčického.

## Charakteristika

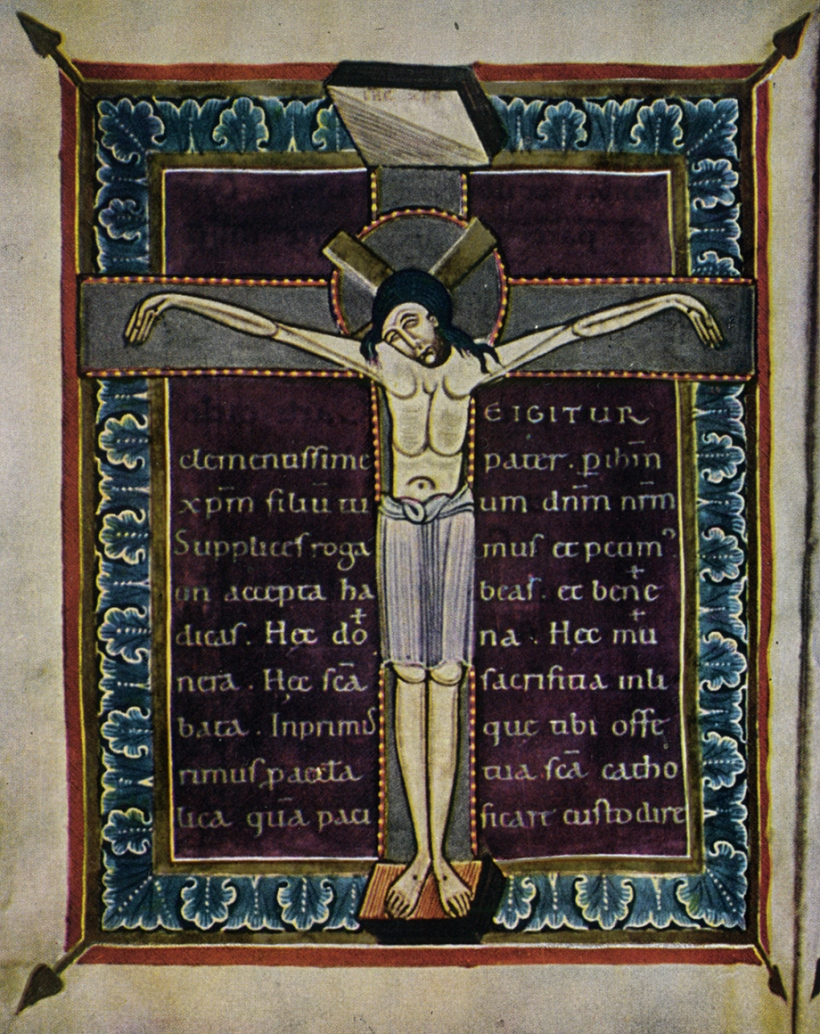
Miniatura ukřižovaného Krista v německém rukopisném sakramentáři z 11. století

Charakteristickým rysem středověké literární vzdělanosti v Evropě je silný důraz kladený na klasické řecké a římské antické autory. Tito tzv. auctores (morální a umělecké autority, školní autoři), bývali obvykle omezováni pouze na básníky, v soupisech uváděni chronologicky a vnímáni jako stejně hodnotní. Obzvláště silné postavení však měli křesťanští i pohanští autoři pozdní antiky. Od 10. století byl jako normativní výběr vnímán seznam těchto deseti autorů: Vergilius, Homér, Martianus Capella, Horatius, Persius, Juvenalis, Boëthius, Statius, Terentius a Lucanus. Až do 13. století byl pak seznam závazných autorů postupně stále víc rozšiřován, Hugo z Trimbergu jich v roce 1280 uvedl již osmdesát. Z výrazných tvůrců chápaných jako základ středověké vzdělanosti lze uvést ještě například Ovidia, Prudentia, Cicerona a Ezopa. Středověké bádání interpretovalo světské autory stejně jako biblické texty alegorickým způsobem.
K dalším typickým znakům můžeme přiřadit dlouhé časové rozpětí, ve kterém literatura označovaná za středověkou vzniká, a její zachování před 15. stoletím výhradně v podobě rukopisné a velmi často více či méně fragmentární, často se tedy zachovaly pouze některé části díla. Oproti moderní literatuře existoval výrazně těsnější vztah orality (ústního podání) a psané podoby literárních děl. Zejména raně středověká díla byla tradována ústně předtím, než byla zapsána, a četné texty byly vytvářeny tak, aby bylo možné se je naučit zpaměti a následně přednášet. Středověká literární díla se často pohybovala mezi světskou a duchovní polohou, což bývá označováno jako synkretismus funkcí: například ve středověkých dramatech bývaly často náboženské výjevy stavěny vedle obhroublých žertů a naopak dobrodružné rytířské romány mohly obsahovat křesťanské a mystické důrazy. Značnou roli hrály ve středověké literatuře alegorie a symbol – symbolický význam byl přičítán například barvám, zvířatům, různým předmětům a přírodním úkazům a podobně. V celé evropské středověké literatuře je přítomno také napětí mezi univerzální, nadnárodní tvorbou v latině, spojenou s představou náboženské jednoty a s návazností na latinský starověk, a proti ní stojící tvorbou ve vernakulárních, národních jazycích, postupně stále silněji se prosazující.

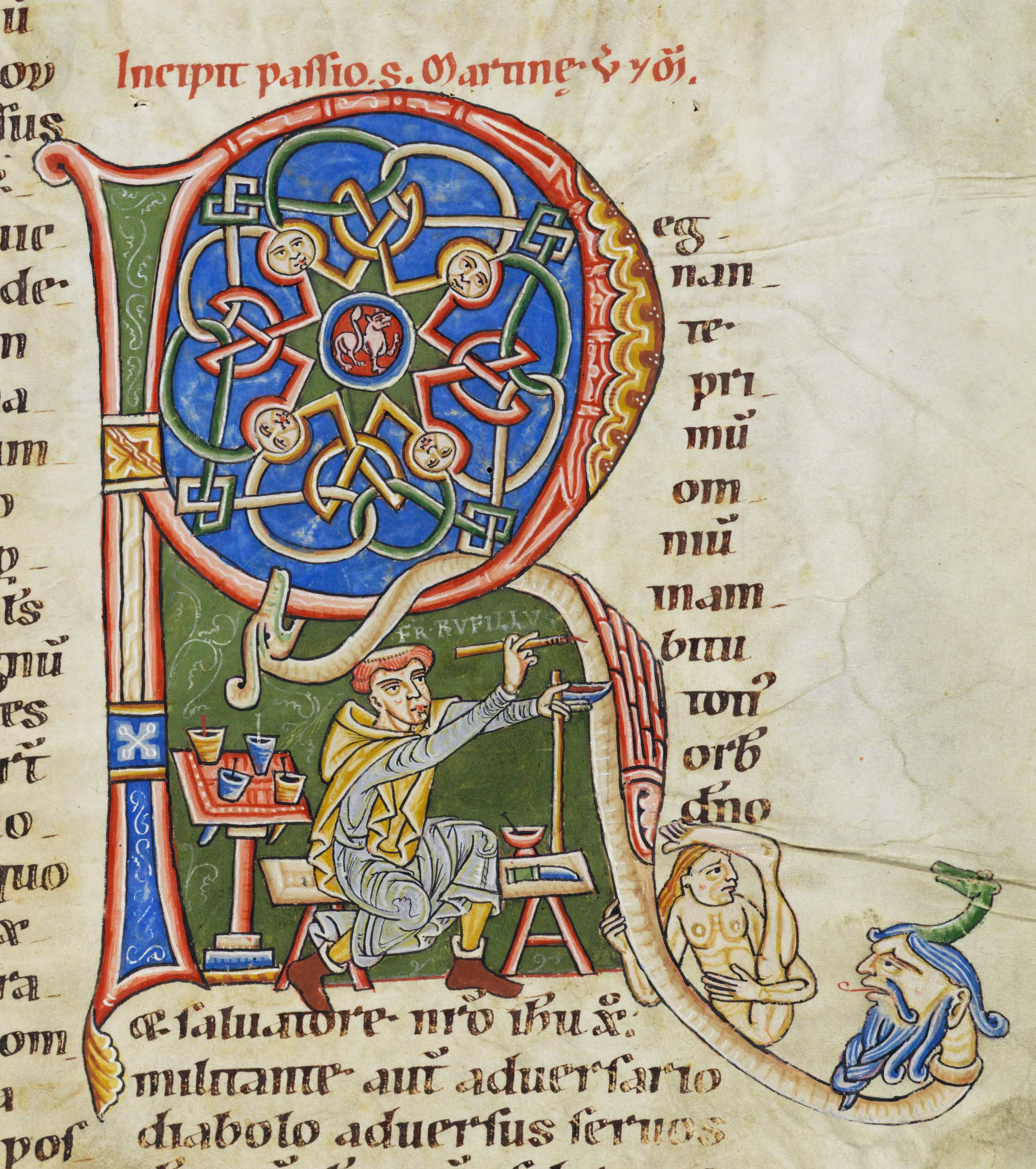
Frater Rufillus zachytil sám sebe na iluminaci při práci ve skriptoriu (Weißenauer Passional, mezi 1170 a 1200)

Klíčovým prostředkem výstavby literárního textu byl ve středověku topos (množné číslo topoi), jak zevrubně ukázal ve svých studiích zejména Ernst Robert Curtius. Topoi (původně řecky koinoi topoi, latinsky loci communes, doslova společná místa) byly původně součástí antické rétoriky, opakujícím se ideovým tématem užívaným jako pomocný prostředek pro vypracování řeči. Po zániku řeckých městských států a římské republiky (v 1. století) nicméně politika opustila svůj původní prostor konstrukce politických a soudních řečí a vstoupila mimo jiné do literární oblasti, kterou na dlouhou dobu zcela ovládla. Literární díla byla komponována do čtyř až šesti (nejčastěji pěti) částí podle pravidel výstavby rétorického projevu a z topoi se stala „klišé“, uplatňovaná opakovaně ve všech literární dílech.  K typickým topoi patřil například „locus amoenus“, topos krásného místa, představující od pozdní antiky až do 16. století hlavní způsob, jak popisovat přírodu. Takové líčení mělo své nepominutelné prvky: musel být přítomen jeden nebo více stromů vrhajících stín, louka a pramen či potůček, dále se obvykle přidružovaly květiny, ptačí zpěv a přítomnost jedlých plodů (ovoce), celkem tedy sedm prvků, byť někdy bývaly ještě dále rozšiřovány. Tento topos byl uplatňován vždy, když bylo potřeba situovat děj do příjemné scenerie. To později vedlo ke zmatku u moderních literárních badatelů či překladatelů – například v písni o Cidovi byl obraz přívětivého ovocného sadu s potůčkem zasazen do lesa u Corpesu, kde se žádné takové místo ve skutečnosti nenacházelo.

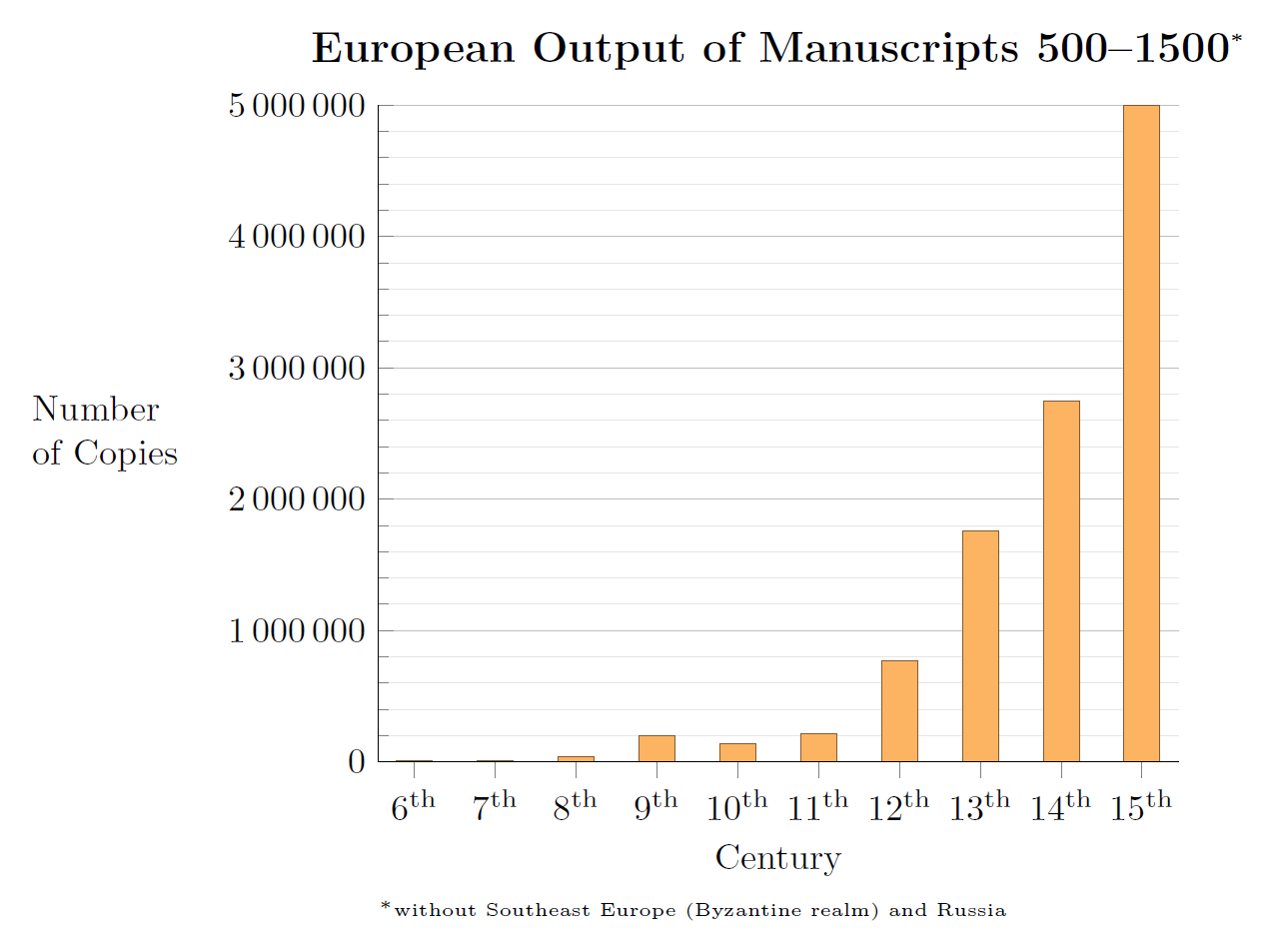
Růst odhadovaného počtu rukopisů vyrobených v Evropě (mimo Byzantskou říši a Rusko) v letech 500–1500

Podobu středověké literatury silně ovlivňovala také fyzická podoba knih a možnosti jejich rozmnožování a uchovávání. V raném středověku byly knihy opisovány a zdobeny v klášterech, kde se rychle vyvinula také příslušná dělba práce. Na rukopise s opisovači spolupracovali verifikátoři (jejichž úkolem bylo ověřování pravosti), iluminátoři (tvůrci ornamentální výzdoby), rubrikátoři (barvící červeně rubriky, znaménka a iniciály) a miniátoři (malíři miniatur, tedy drobných ilustrací). K významným raným knihovnám patřila první klášterní knihovna v kalábrijském klášteře Vivarium (6. století), knihovna v opatství svatého Kolumbána v Bobbiu (7. století) nebo papežská knihovna v Římě (základ pozdější Vatikánské knihovny). Z hlediska techniky výroby knih bylo přelomovým období kolem roku 1100, kdy se začal užívat jemnější pergamen a rovněž začala stoupat obliba papíru, 12. století bývá někdy chápáno jako počátek rukopisné kultury v užším slova smyslu. Počet vyrobených rukopisů během celého středověku víceméně stabilně rostl. Monopol na vzdělání, který si ve většině evropských zemí držela po několik staletí církev, byl ve vrcholném středověku narušen rozvojem univerzit, křesťanství však i nadále zůstávalo v jádru evropské vzdělanosti. To se projevilo mimo jiné rozvojem scholastiky. V raném středověku probíhalo přepisování knih obvykle v klášterních skriptoriích, již kolem roku 1200 však byl počet mnichů věnujících se této činnosti převýšen počtem laických písařů. Vlastníky knih a mecenáši spisovatelů se stávala stále častěji šlechta, což se pojilo také se vzrůstající gramotností. Později vlastnila největší středověkou sbírku knih Pařížská univerzita, která překonala hranici jednoho tisíce svazků již na konci 13. století.

## Periodizace

### Přechod od antiky ke středověku

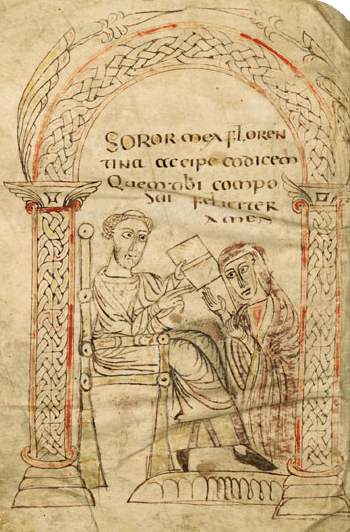
Isidor ze Sevilly, autor, jehož texty ovlivnily celý středověk, na vyobrazení z doby kolem roku 800

Ernst Robert Curtius označil období pozdní antiky a první části raného středověku – od období vlády římského císaře Theodosia, spojeného s ustavením křesťanství jako státního náboženství v roce 381, až k vládě Karla Velikého na přelomu 8. a 9. století – za svébytné, samostatné období. Do 5. století lze částečně zařadit významné křesťanské myslitele svatého Jeronýma a svatého Augustina, prvního významného křesťanského básníka Prudentia a prvního křesťanského historiografa Orosia, rovněž Martiana Capellu, autora vlivné příručky sedmi svobodných umění, a básníka a prozaika Sidonia Apollinara. Do šestého století patří „poslední Říman“ Boëthius, původce Consolatio philosophiae (Útěchy z filosofie), stejně jako svatý Benedikt a založení západního mnišství. V téže době působil rovněž filosof a encyklopedista Cassiodorus, jehož dílo zprostředkovalo antickou vzdělanost nastupujícímu středověku. Až do 7. století pak zasáhly spisy Venantia Fortunata, označovaného za posledního římského básníka, a naučné texty papeže Řehoře Velikého, a zejména pak učence a biskupa Isidora ze Sevilly, jehož encyklopedické dílo sloužilo po většinu středověku jako klíčový text.

### Raný středověk
Vzhledem k dobovému úpadku jazyka a literární tvorby a nízkému počtu dochovaných pramenů se 7. a 8. století ve Franské říši popisují jako „temná staletí“, kulturní podstata antiky však nezmizela a návaznost byla pociťována velmi silně. V západoevropském prostředí udržovala tradici vzdělanosti a literatury alespoň částečně latinsko-anglosaská literatura, čerpající především z Isidora ze Sevilly a irské klášterní tvorby. Jejím zakladatelem byl Aldhelm (639–709) a dovršitelem Beda Ctihodný (672–735). Na konci 8. století pak došlo ve Franské říši k tzv. karolinské renesanci, spojené s osobou císaře Karla Velikého. Karel provedl reformy školství a církve a povolal gramatiky z Itálie a významného učence Alkuina z Británie; humanistické a vzdělanecké prostředí jeho dvora pak ovlivnilo středověké latinské písemnictví na celá staletí.

### Vrcholný středověk

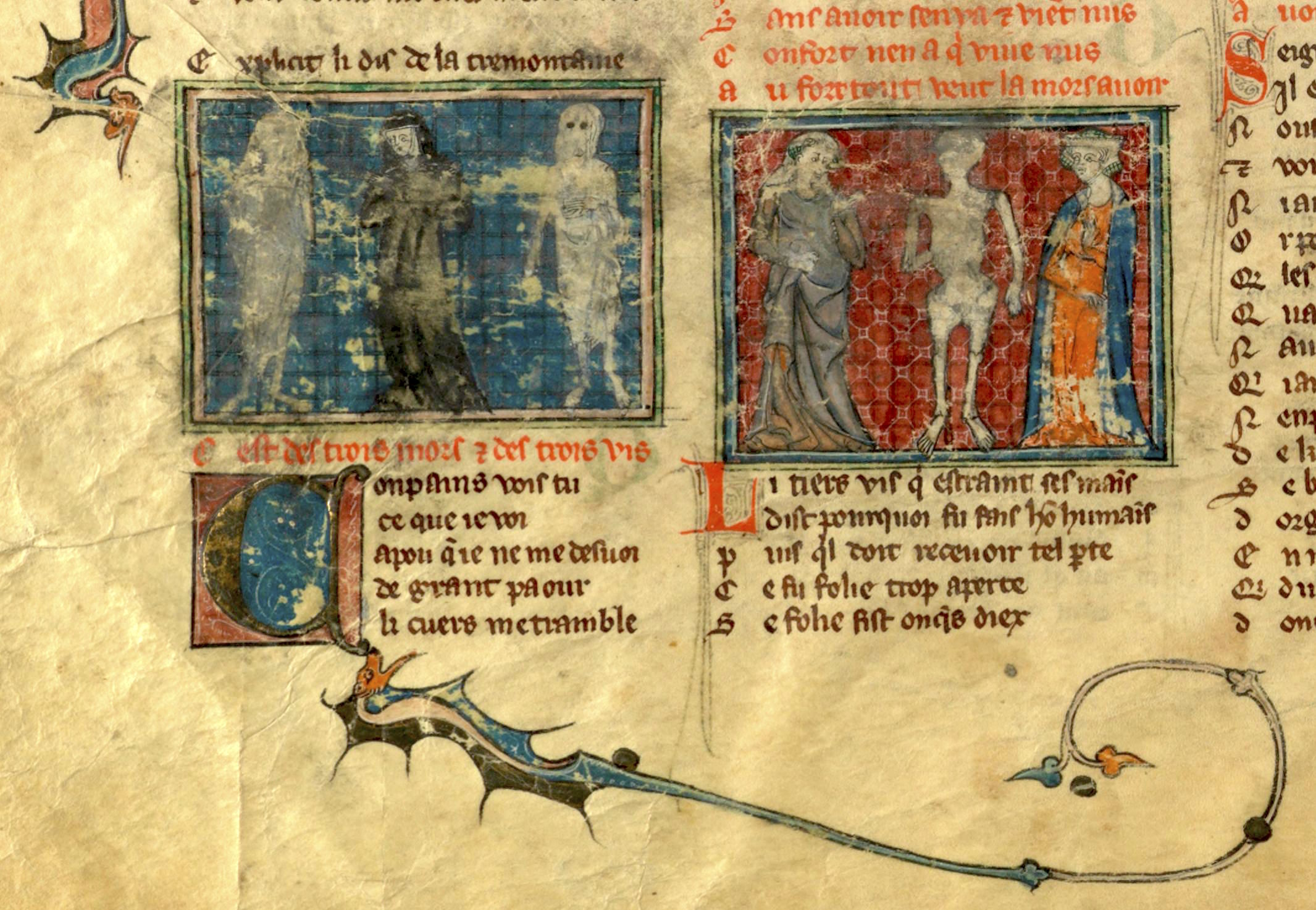
Rukopis Románu o růži, významného díla vrcholného středověku

Významným přelomem ve vývoji středověké kultury a společnosti je 12. století, přičemž toto období je někdy označováno také za renesanci 12. století. S vrcholným středověkem je spojen vznik a rozvoj literatury ve vernakulárních neboli národních jazycích, která se prosazovala vedle latinsky psaných děl. Francouzská literatura začala být tvořena v 11. století, španělská literatura ve 12. století, italská literatura kolem roku 1220. Od počátku křížových výprav do Svaté země na konci 11. století získaly v Evropě dominantní pozici románské literatury. Mezi lety 1100 a 1275 (tedy od Písně o Rolandovi po Román o růži) bylo ideálem a inspiračním zdrojem francouzské písemnictví, například středohornoněmecká literatura z něj přebírala prakticky všechny své látky.

### Pozdní středověk a počátky renesance
Pozdní středověk je označení pro období výrazných společenských a kulturních změn ve 14. a 15. století. V kulturně nejpřednějších oblastech, zejména v Itálii, se prolíná s nastupující renesancí a humanismem. Dante Alighieri (1265–1321) je považován svým propojením staršího důrazu na svět a moderního zkoumání lidského nitra za dovršitele klasické středověké tradice a přímého předchůdce italské renesance a humanismu, které tamější písemnictví plně ovládaly již ve 14. století. Od roku 1300 bylo přitom italské písemnictví vzorem pro všechny ostatní evropské literatury – v této pozici vystřídalo francouzskou kulturu. Pro literaturu a její šíření měl klíčový význam vynález knihtisku v polovině 15. století. Nahrazení ručního přepisování tiskem vedlo k prudkému poklesu cen knih, což vedlo jak ke zvýšení počtu svazků vlastněných jednotlivci, tak k vyššímu zájmu o gramotnost. Kolem roku 1500 bylo již přibližně 10 % Evropanů gramotných, a literatura se tak mohla šířit mezi stále širšími vrstvami čtenářů.

## Žánry

### Hrdinský epos

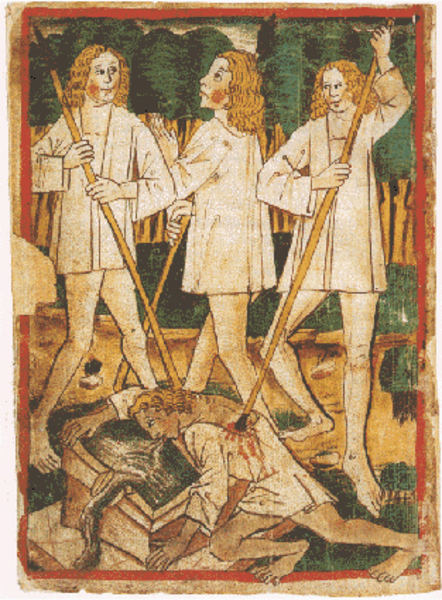
Siegfriedova vražda v rukopise eposu Píseň o Nibelunzích

Hrdinský epos byl jedním z klíčových žánrů staršího středověku. Jednalo se o rozsáhlé epické texty psané ve verších a často před zapsáním dlouho tradované ústně. V raném středověku vznikly eposy jako staroanglický Beowulf (zapsán v 10. až 11. století), francouzská Píseň o Rolandovi (zapsáno asi v roce 1100), španělská Píseň o Cidovi (zapsáno přibližně v roce 1140) nebo německá Píseň o Nibelunzích (zapsáno asi v letech 1200–1210). U ruského eposu Slovo o pluku Igorově se vedou spory o jeho pravost a není jasné, zda opravdu vznikl v letech 1185 až 1187, nebo zda jde o pozdější padělek. Francouzský Epos o Lišákovi (12. až 13. století) je zvířecí epos, heroikomická parodie na hrdinské eposy. Od 12. století vznikala také nová podoba žánru, epos dvorský či rytířský, zpracovávající obvykle starší materiál, například orientální, starověký (tematizující často Alexandra Velikého) či keltský (příběhy o družině krále Artuše) a postupně se proměňovala v rytířský román. Eposy vznikaly ve středověku také mimo Evropu, jmenovat lze například perská Šáhnáme (Kniha králů), dokončená básníkem Firdausím kolem roku 1010.

### Rytířský román
Rytířský román se vyvinul v průběhu vrcholného středověku z hrdinských eposů, vliv na něj však měly i jiné žánry jako kronika nebo legenda. Původní veršovanou podobu, kterou se román přibližoval hrdinskému eposu, však ve 13. století vystřídal prozaický text. Rytířský román často vyprávěl příběhy dobrodružné povahy a využíval nadpřirozených prvků, přičemž stavěl na dobové etiketě kurtoazní kultury a ideálech rytířského chování. Oproti hrdinskému eposu kladl vyšší důraz na milostné vztahy hlavního hrdiny. Mezi slavné rytířské romány patří zejména díla z artušovského cyklu, kupříkladu raný francouzský Lancelot aneb rytíř s károu (asi 1170) Chrétiena de Troyes nebo anglická Artušova smrt (1485) Thomase Maloryho.

### Kronika
Kronika byla typickým žánrem středověké historiografie. Na rozdíl od letopisů (análů), s kterými se někdy prolínala, bývala obvykle dílem jediného pisatele a její záznamy často přerůstaly v ucelenější příběhy. Kromě poznávacích a učebních funkcí byla posláním kronik ideologická interpretace událostí, postupně směřovaly také ke stále větší zábavnosti. Starším typem byla světová (univerzální) kronika, spojená například se jmény Isidora ze Sevilly (7. století) nebo Bedy Ctihodného (8. století). Od vrcholného středověku pak vznikala také kronikářská zpracování dějin jednotlivých kmenů, národů, klášterů či měst. První ucelenou kronikou napsanou na českém území byla Kosmova Kronika česká (12. století), první kronikou sestavenou v českém jazyce pak takzvaná Dalimilova kronika (14. století).

### Cestopis

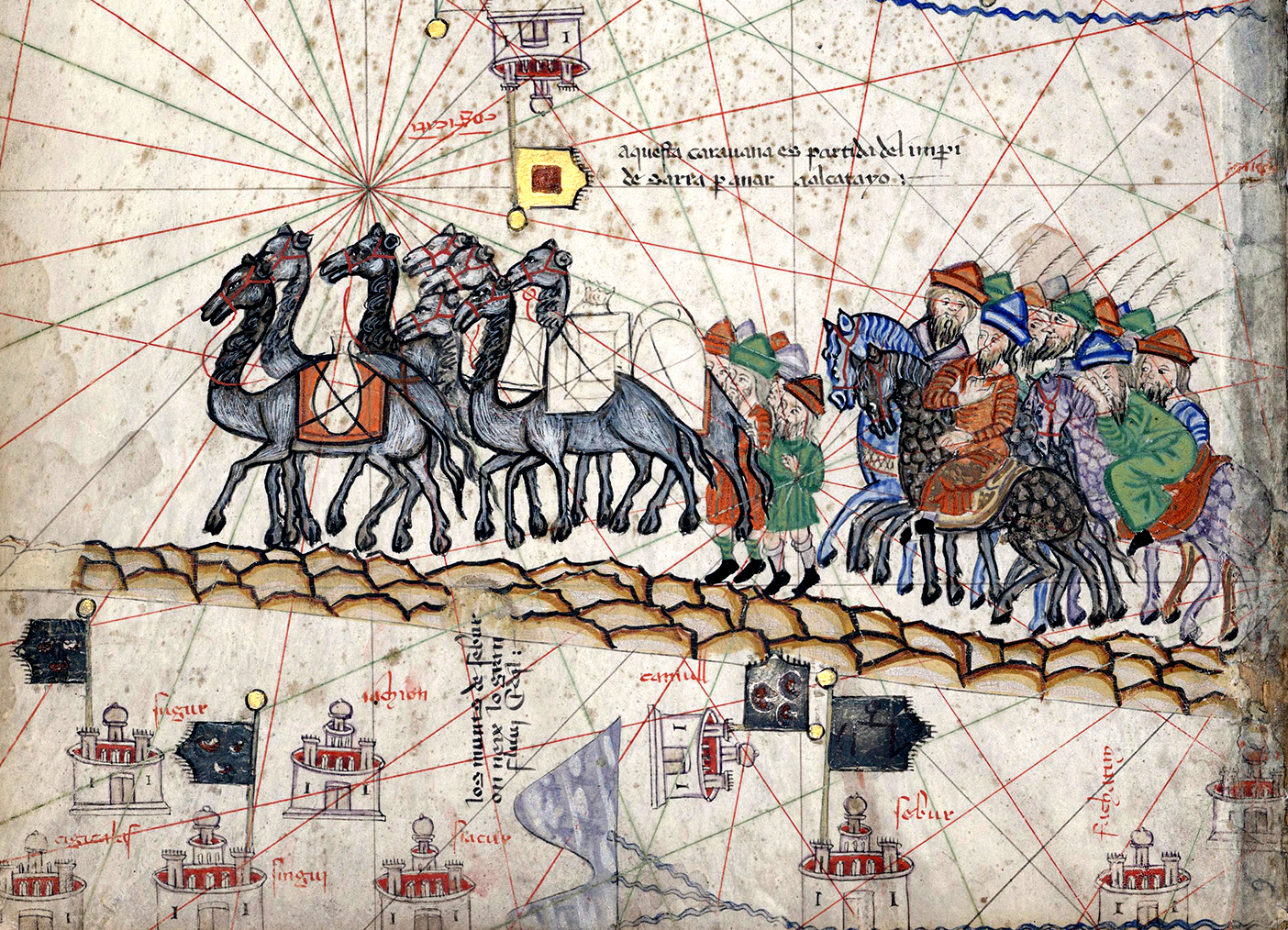
Karavana Marca Pola na vyobrazení z roku 1375

Cestopisné texty se v raném a vrcholném středověku rozvíjely především v arabské literatuře, kam spadá například Ibn Fadlán v 10. století a Ibn Battuta, autor populární Cesty (1356), a také v literatuře židovské. Ibráhím ibn Jákúb popsal ve své arabsky psané zprávě z konce 10. století severní, východní a střední Evropu včetně Prahy, z 11. století pocházejí orientální hebrejské cestopisy Benjamina z Tudely a Petachji z Řezna. Z evropských autorů dosáhl obliby podrobný cestopis ruského igumena Daniila do Svaté země z let 1104–1106, dále proslul benátský kupec Marko Polo, autor popisu své obchodní cesty do Číny a Indie, slavné knihy Milion (1298). Existoval také typ fantastického cestopisu, jehož nejznámějším zástupcem je Cestopis tak řečeného Mandevilly (1357–1371). V něm se realita hledání starožitných památek (Archimédův hrob, těla světců) a říšských relikvií mísí s dobrodružstvím lovu na tygra.

### Milostná lyrika
Středověká milostná lyrika má původ v arabsko-hispánské Andalusii, kde od 10. století rozvíjela ve verších arabských básníků jako Ibn al-Farid nebo Ibn Hazm. V křesťanském prostředí se milostné básně ve větší míře objevovaly od začátku 12. století v Provensálsku a Katalánsku, pravděpodobně pod vlivem antických a arabských vzorů. Šířily kult idealizované, zbožňované ženy, ale také důrazu na sexuální vášeň. Za jednoho z největších pěvců lásky je považován Bertran de Born, existovaly však také ženy-trubadúrky. Z jihu Francie pak pronikaly do zbytku Evropy, a kromě okcitánských trubadúrů existovali také truvéři v severofrancouzských oblastech (od přelomu 12. a 13. století), minnesängeři v německých regionech (od konce 13. století). K české milostné lyrika jakožto projevu vzkvétající kurtoazní kulutury patří skladby Dřěvo sě listem odievá nebo Závišova píseň.

### Bestiář
Bestiář byl jedním z oblíbených středověkých žánrů na pomezí krásné a naučné literatury. Obsahoval popisy skutečných i mytických zvířat (jako jednorožce nebo fénixe) a vyprávění o nich, doplněné morálním ponaučením a komentářem, který popisované vlastnosti zvířat interpretoval z křesťanského hlediska. Příkladem takové interpretace může být pelikán, u nějž byla představa, že krmí mláďata svou krví chápana jako obraz Ježíše Krista, který obětí na kříží vykoupil lidstvo. Bestiáře vycházely z původně řeckého pozdněantického textu Fysiologus, sestaveného patrně ve 2. století a později přeloženého do latiny. Toto dílo vycházelo ze starších přírodovědných tradic egyptských, hebrejských a indických, jakož i z řeckého vědění zprostředkovaného především Aristotelem a Pliniem starším a popisovalo především tvory z oblasti Středomoří. Od 12. století začaly být proto bestiáře rozšiřovány o zvířata vyskytující se v severní Evropě, přičemž autoři hojně čerpali například z díla Isidora ze Sevilly. Časem se rozšířily také bestiáře ve vernakulárních jazycích, nejstarším dochovaným je staroanglický zlomek nacházející se v Exeterské knize z 10. století. Ve 12. a 13. století se žánr stal obzvláště populárním ve Francii, k předním autorům patřili Philippe de Thaon, Gervaise, Guillaume le Clerc nebo Pierre de Beauvais.

### Legenda

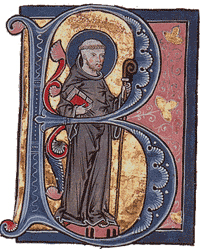
Bernard z Clairvaux jako součást iluminované iniciály B v rukopise Zlaté legendy z let 1267 až 1276

Oblíbeným žánrem středověké duchovní literatury byla legenda, jeden z nejvýraznějších projevů šířícího se kultu svatých. Legendy zachycovaly osudy světce obvykle na životopisném půdorysu od okolností narození, přes život, jehož součástí byla většinou také mučednická smrt, až k posmrtným zázrakům. Životy světců bývaly vystavěny na základě podobnosti s osudem Ježíše Krista, jak je popsán v evangeliích. Jednotlivé legendy se shromažďovaly a přepisovaly ve sbírkách, z nichž nejznámější je Legenda aurea (Zlatá legenda) Jakuba de Voragine. Ve vrcholném středověku byli tradiční světci (jako svatý Martin, svatý Štěpán nebo svatý Benedikt) doplňováni novými osobnostmi z řad reformovaného mnišského života (například svatý Bernard z Clairvaux nebo svatý František z Assisi), dobová záliba v rytířství se projevila v popularitě legend o svatém Jiří a kurtoazní kultura také položila větší důraz na legendy o ženách-světicích (zejména panna Marie, ale také svatá Barbora, svatá Dorota, svatá Kateřina a další). Z českých světců bývali i v zahraničí nejčastěji legendisticky zpracováváni svatý Vojtěch a svatý Václav.

### Drama
Liturgické divadlo vzniklo v 9. a 10. století z tropů, rozšíření k liturgickým zpěvům, a bylo hráno především v podobě velikonočních a vánočních her. Zpočátku bylo během daných svátků zařazováno do introitu (úvodního zpěvu) mše. K oblíbeným námětům patřily resurekční hry zobrazující Kristovo vzkříšení a nalezení prázdného hrobu, dále pak vánoční hry o Kristově narození a rovněž hry s dalšími náměty (například o Adamovi). Nejstarším dochovaným záznamem o resurekční hře je Kristovo sestoupení do předpeklí v anglické Knize z Cerne z 9. století, žánr se však prosadil především prostřednictvím postupně rozšiřovaného velikonočního tropu Quem queritis (Koho hledáte), první doložená podoba (z 10. století) pochází ze švýcarského kláštera St. Gallen.
Drama se později rozlišilo na mystéria (biblické hry) a mirákly (hry spojující legendy o světcích a reflexi každodenního života). Duchovní dramata se oddělila od liturgického obřadu, byla předváděna mimo kostely a vážná látka se pojila s často přízemním humorem. Nejznámějšími českými hrami vycházejícími z liturgie jsou Hry tří Marií a Mastičkář. Také světské drama bývalo ve středověku převážně komické, nejoblíbenějšími byly satirické žánry frašky a sottie (hra s blázny či šašky), značného rozšíření došla také groteskní čili masopustní lidová hra, moralita (původně alegorický a didaktický žánr) a mezihra neboli intermedium či interludium.

## Národní literatury ve středověku

### České země

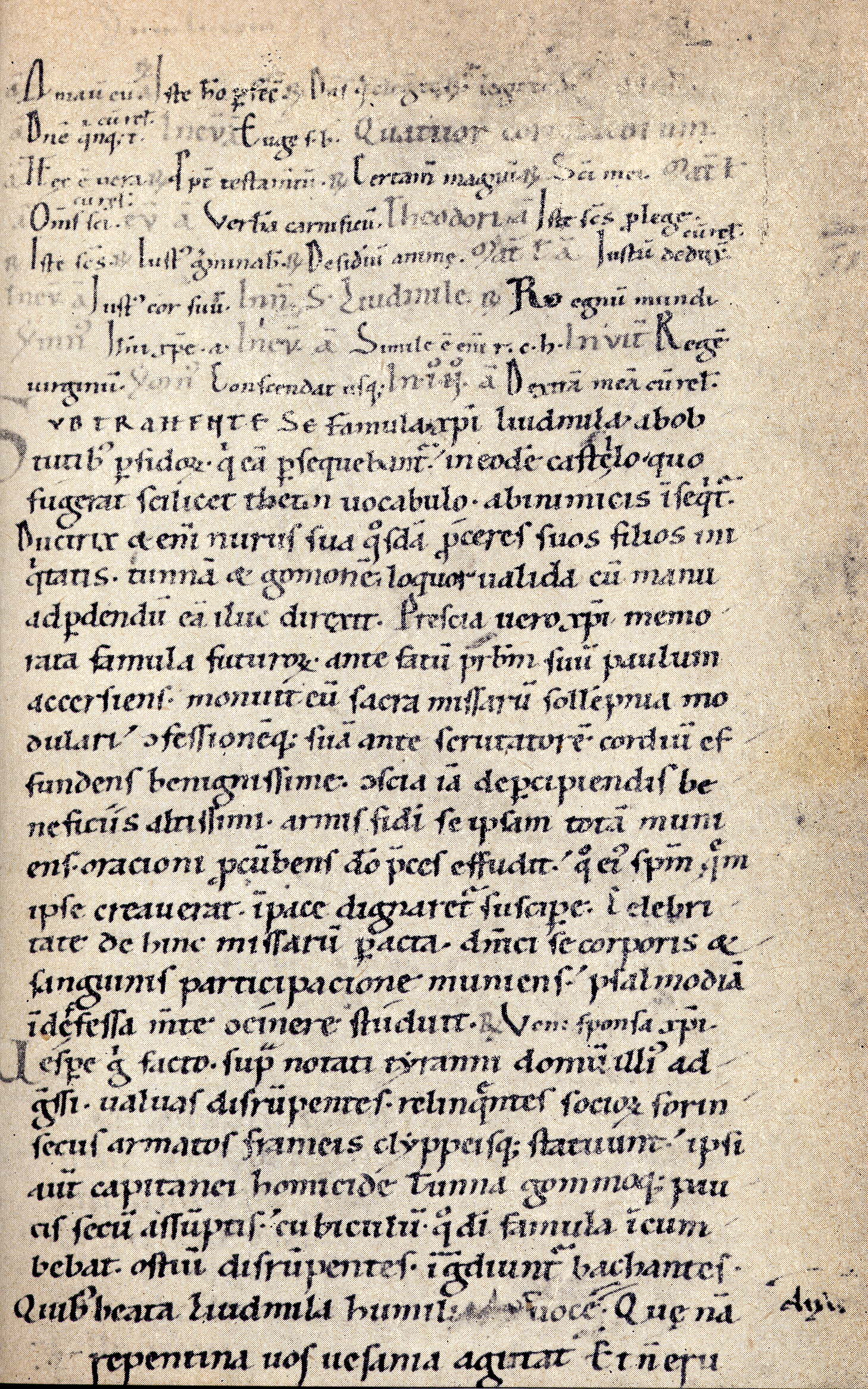
První strana rukopisu části Kristiánovy legendy v Rajhradském breviáři z poloviny 12. století

K nejranějším literárním památkám vzniklým na českém území patří velkomoravské písemnictví ve staroslověnštině. Bylo spojeno s byzantskou misí Konstantina a Metoděje a tvorbou jejich žáků a lze k němu zařadit například životopisy obou věrozvěstů z druhé poloviny 9. století (Život Konstantina a o něco mladší Život Metoděje) a další texty.
Po přenesení mocenského centra do přemyslovských Čech se vlivem německých oblastí začala rozvíjet také latinská literatura. Zrod česko-latinské hagiografie je umisťován na konec 10. století. V 10. a 11. století byla české kultura kulturou dvojjazyčnou, neboť v Sázavském klášteře byla dočasně obnovena staroslověnská liturgie. Naprostá většina textů tohoto vznikala v klášterech a jednalo se v první řadě o legendy a historiografické spisy. K hagiografickým památkám se řadí především svatováclavské a svatoludmilské legendy, psané ve větší míře staroslověnsky. Nejstarším dochovaným zpracováním je sice latinská Crescente fide v bavorské recenzi, nejproslulejším svatováclavským textem se však stala Kristiánova legenda. Ohledně ní ovšem panují spory a není jisté, kdy přesně byla sepsána. Moderní badatelé považují za nejpravděpodobnější konec 10. století nebo první polovinu 11. století. Významné byly také cyrilometodějské legendy (staroslověnsky od 9. století, latinsky od 12. století), legendy o svatém Vojtěchu (vznikající od začátku 11. století) a svatém Prokopovi (rozvíjející se od 12. století) a rovněž život blahoslaveného Hroznaty z 13. století. K významným památkám českého středověku patří kroniky. Kosmova Kronika česká vznikla mezi lety 1119/1122 a 1127 a zachytila již vysokou kulturní úroveň českého mnišského prostředí a dobré vzdělání autora. K rané historiografii lze přiřadit také Kosmovy pokračovatele (Kanovník vyšehradský, Mnich sázavský, Vincentius a Jarloch) a další kroniky a anály.

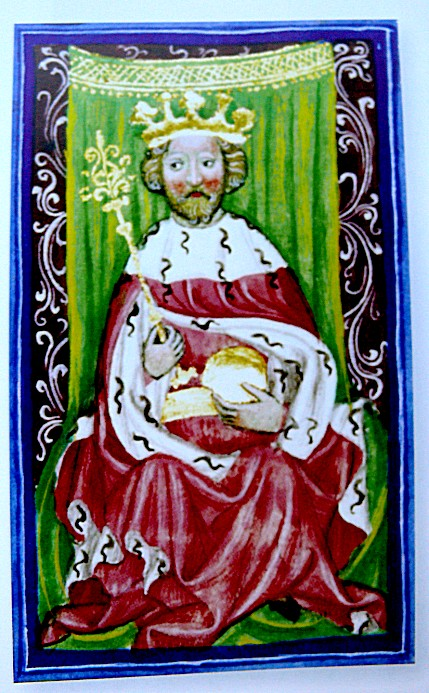
Karel IV., mecenáš umění a autor legendy Crescente religione cristiana a vlastního životopisu Vita Caroli

Ve vrcholném středověku pronikla do českého prostoru také německá literatura v souvislosti s příchodem německy mluvících a tvořících minnesängerů – prvním z nich byl Reinmar von Zweter ve službách krále Václava I. K dalším tvůrcům v panovnických službách patřili Heinrich von dem Türlin, autor veršovaného rytířského románu Willehalm, a Ulrich von Etzenbach, tvůrce německé varianty Alexandreidy, kterou ovlivnil též anonymní staročeskou Alexandreidu. Türlin i Etzenbach působili na dvoře Přemysla Otakara II. Umělecky plodný minnesängerem byl i sám král Václav II. Vzájemné ovlivňování české a německé tvorby pak pokračovalo i v dalších stoletích a na počátku 15. století vzniklo na českém území významné dílo německé pozdněstředověké literatury, Ackermann aus Böhmen (Oráč z Čech) Jana ze Žatce.
Literární tvorba v češtině začala v pravém slova smyslu teprve ve 14. století – ze starších období se zachovaly pouze písně Hospodine, pomiluj ny, původně staroslověnská a postupně počeštěná, a chorál Svatý Václave. Na počátku 14. století vznikla veršovaná česká Dalimilova kronika, dílo neznámého autora spojující prvky kroniky, epické básně a politického manifestu; dalšími kronikáři doby lucemburské se pak stali kupříkladu Beneš Krabice z Weitmile nebo Přibík Pulkava z Radenína. Z konce 13. století či z prvních let 14. století pochází také Kunhutina modlitba.
Významný rozkvět česky psané literatury přišel v době vlády Jana Lucemburského a zejména Karla IV. – kromě rozsáhlé legendistiky (legenda o svaté Anežce, legenda o svatém Jiří, legenda o svaté Kateřině a mnohé další) a epického i lyrického básnictví se prosadilo také středověké drama stavějící vedle sebe hlubokou náboženskou vážnost a vulgární komiku. Nejznámější českou středověkou dramatickou památkou je Mastičkář. Literárně činným byl i sám Karel IV., neboť sepsal svatováclavskou legendu Crescente religione cristiana a autobiografický spis Vita Caroli (Život Karlův). K nejvýznamnějším osobnostem druhé poloviny 14. století patří Bartoloměj z Chlumce řečený Klaret, latinsky píšící básník, didaktik a slovníkář, a Tomáš Štítný ze Štítného, překladatel a autor obsáhlých pojednání o otázkách božských i lidských.
Husitská doba přinesla kromě díla samotného Jana Husa a jeho pokračovatelů, například Petra Chelčického, také kronikářský záznam husitských válek (například Husitská kronika Vavřince z Březové), husitské bohoslužebné texty a duchovní písně (shromážděné povětšinou v Jistebnickém kancionálu) a dialogické texty jako Hádání Prahy s Kutnou Horou (v Budyšínském rukopise) či Rozmlouvání člověka se Smrtí.

### Francie

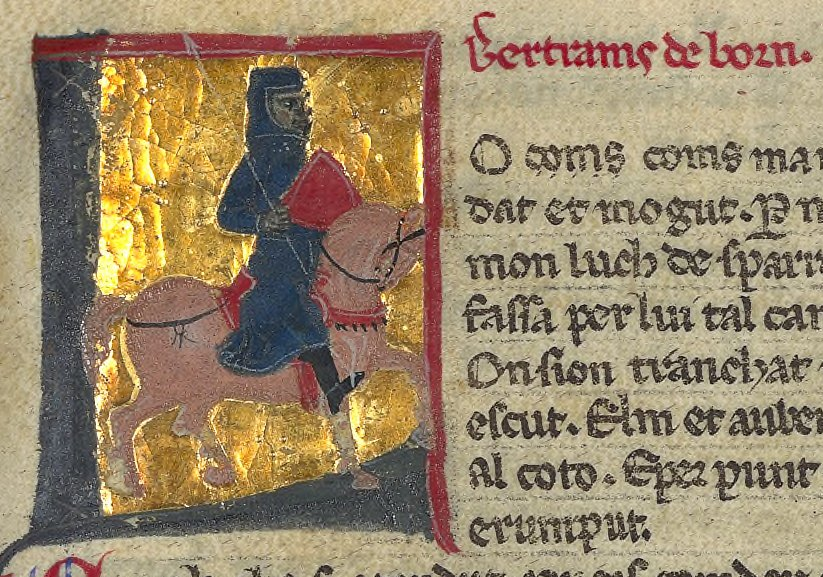
Iluminace zobrazující Bertranda de Born, významného okcitánského trubadúra z 12. století

Na sklonku antiky a v raném středověku vznikala na území Galie a později Západofranské říše latinská literatura. Ze 4. století pocházejí církevní učitelé Hilarius z Poitiers a svatý Ambrož, z 6. století pak teolog a významný historik Řehoř z Tours, autor monumentální kroniky Historia Francorum. Na jeho dílo navázala v 7. století takzvaná Fredegarova kronika. K latinsky píšícím básníkům patřili v 5. století Rutilius Claudius Namatianus a Sidonius Apollinaris. Za prvního středověkého básníka bývá někdy označován také Venantius Fortunatus, činný v 6. století. K dalším významným osobnostem karolinského období patřil teolog a básník Théodulf či Alcuinův žák a Karlův životopisec Einhard. Jan Scotus Eriugena byl filosofem a básníkem povolaným do Franské říše ze Skotska Karlem II. Holým, vnukem Karla Velikého.
Za nejstarší francouzskou literární památku je považována Kantiléna o svaté Eulálii pocházející ze sklonku 9. století. K rozkvětu francouzsky psané literatury, byť stále ve stínu latinských textů, pak došlo v 11. století, přičemž prvním obsáhlejším dílem byl Život svatého Alexia (kolem roku 1040). Středověká hrdinská epika se rozvinula v chansons de geste, zpěvech o hrdinských činech rytířů. Patrně nejslavnějším z nich je Píseň o Rolandovi z konce 11. století.
Ve 12. století došlo ke značnému rozmachu dějepisectví, nikoliv již pouze v podobě kronik, ale také v podobě memoárů přímých účastníků událostí. Známé jsou například vzpomínky z křížových výprav autorů jako Geoffroy de Villehardouin nebo Robert de Clary. Vznikla také kurtoazní kultura, šířená okcitánskými trubadúry (jako Jaufre Rudel nebo Bertran de Born a severofrancouzskými truvéry. Vzor rytíře jako feudálního válečníka byl nahrazen ideálem společensky obratného rytíře-dvořana. Častým tématem bylo opěvování nedostupné ženy, mnohdy geograficky vzdálené, objevovaly se však také velmi přízemní nebo sexualizované verše. Na vznik této milostné lyriky měl pravděpodobně vliv arabsko-hispánských básníků, kteří se opěvování lásky a žen věnovali již od 9. století. Možné je také ovlivnění Ovidiovou poezií a jihofrancouzskou sektou Katarů.

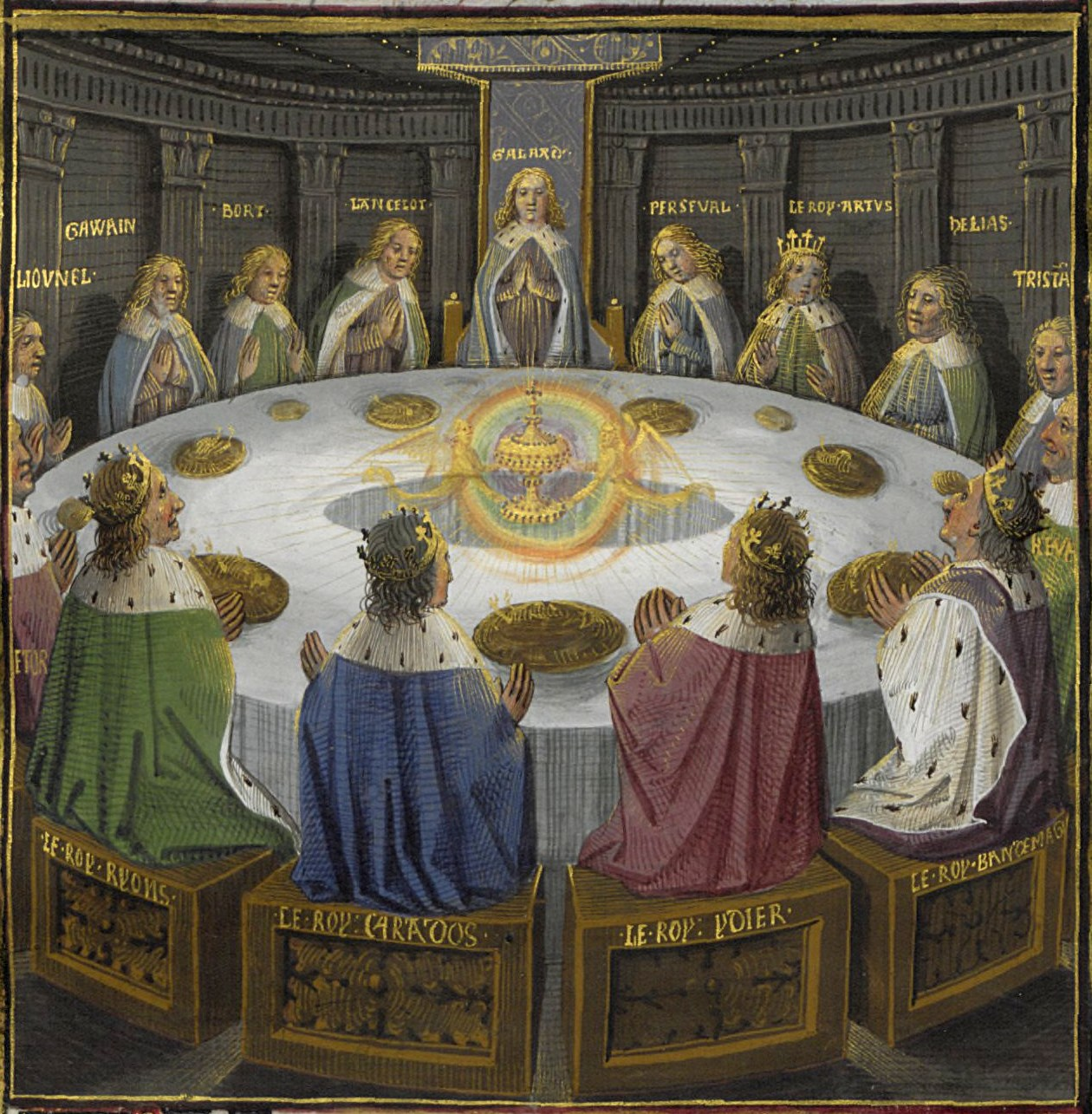
Král Artuš a rytíři kulatého stolu (1475)

V souvislosti s prosazováním vernakulárního (národního) jazyka se proti eposu stále silněji prosazoval román, od konce 12. století formovaný především takzvanou bretaňskou tematiku – tedy keltskými inspiracemi a vyprávěním o králi Artušovi a rytířích kulatého stolu. Nejslavnějším autorem nejstarší fáze těchto románů je Chrétien de Troyes, jehož nejslavnějším dílem je nedokončený román Perceval aneb Vyprávění o grálu, zahajující cyklus příběhů o hledání svatého grálu, dominující 13. století. Téma osudové lásky vedoucí až ke smrti milenců zpracovává Román o Tristanovi a Isoldě, dochovaný v Béroulově verzi a ve verzi Thomase de Angleterre. Od 13. století pak nad veršovanými romány začaly převládat romány psané v próze. Satiricko-realistický proud francouzské literatury, obracející se k měšťanskému a lidovému publiku, se projevil například v komickém zvířecím eposu Román o lišákovi (1170–1250) a v drobnějších komických prózách zvaných fabliaux (fablely). Slavný Román o růži (1240–1280) se skládá ze dvou částí: první, kratší, jejímž autorem je Guillaume de Lorris je dvorský alegorický příběh o lásce, druhá část, napsaná Jeanem de Meung, je mnohem rozsáhlejší a méně lyrická – proti dvorskému opěvování ženy a lásky postavil de Meung poněkud misogynní důraz na ženu jako objekt, lásku jako přírodní sílu a důležitost praktického ovládání všech činností obyčejného života.
Vrcholný a pozdní středověk byl ve Francii ovlivněn především stoletou válkou pro Anglii. Guillaume de Machaut vnesl v této době do francouzské poezie nový typ básní s pevně stanoveným uspořádáním. Z 15. století je známý zejména François Villon, nekonvenční autor dobrodružného života (byl stíhán za vraždu a krádeže a musel se skrývat na venkově a žít v chudobě), jejž byl často inspirací pro jeho tvorbu. Proti rafinovaným konvencím dvorské poezie se villonská balada prosadila živelností, důrazem na rytmičnost, hudebnost a smyslové vjemy. Neopominutelnou součástí francouzské středověké literární tvorby jsou rovněž náboženská dramata, zpočátku latinská, veršovaná a předváděná během bohoslužeb, později, od 12. století, hraná mimo chrámový prostor ve francouzštině. Nejstarším dochovaným dílem tohoto typu je Hra o Adamovi, zahajující řadu mystérií (pašijových her). Kromě biblických mystérií existovaly také mirákly, čerpající především z legend o světcích, ale také z lidových pověstí, románů a každodennosti.

### Itálie

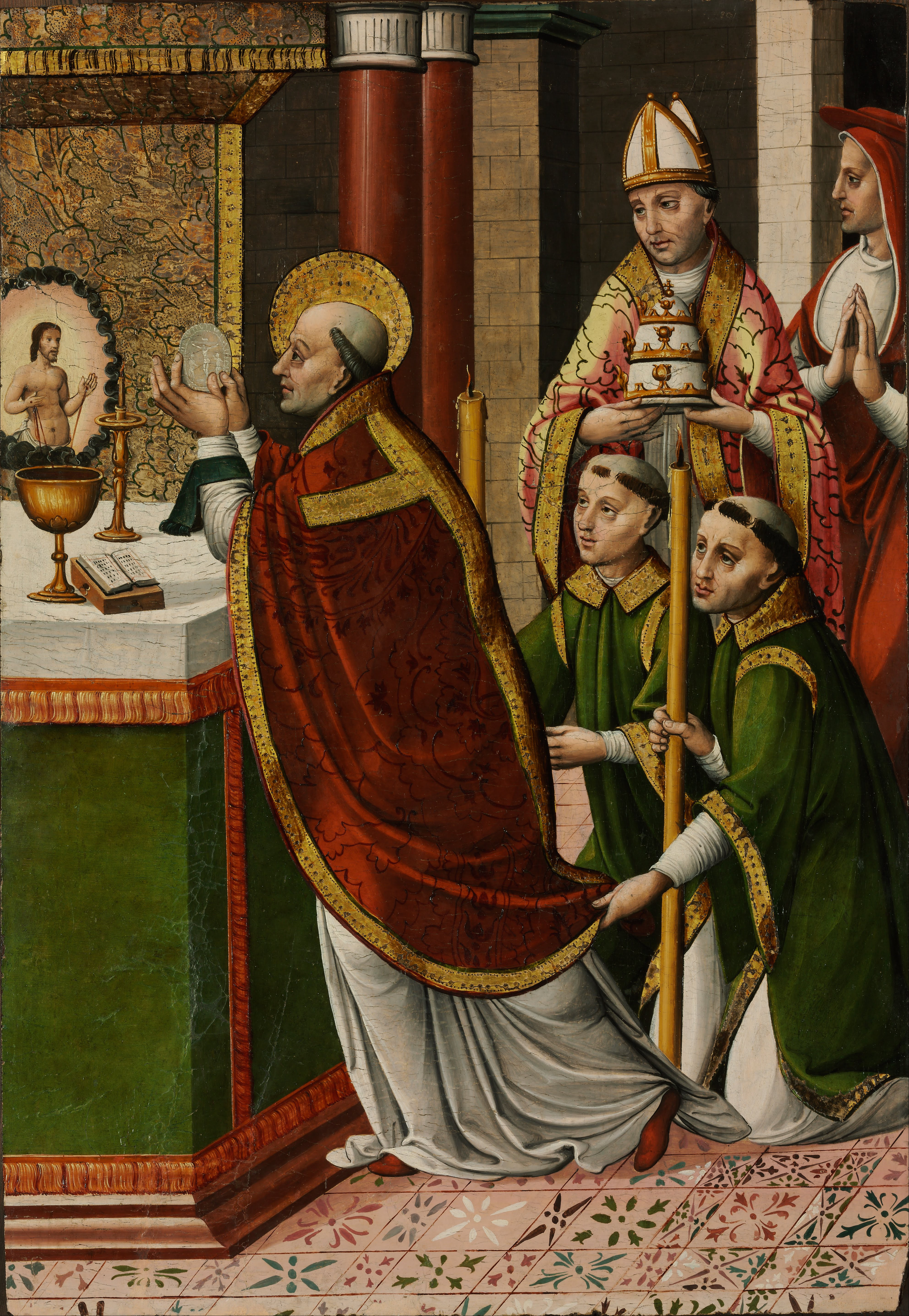
Literárně činný papež Řehoř I. Veliký na vyobrazení z let 1520–1525

Na území Itálie se i po pádu Západořímské říše dále rozvíjela latinská literatura. V 6. století patřil k jejím nejdůležitějším představitelům Boëthius (477–525), učenec označovaný za posledního Římana. Předsevzal si převést co nejvíce z řecké filosofie do latiny, neboť znalost řečtiny na území někdejší říše upadala. Podařilo se mu však přeložit pouze malou část děl, převážně o logice, jeho spisy nicméně ovlivnily racionální složku středověké vzdělanosti a také filosoficko-teologické koncepce. Boëthiovým nejznámějším dílem se nicméně stala ve vězení napsaná Consolatio philosophiae (Útěcha z filosofie či Filosofie utěšitelka). Ve stejné době působil v ItáliiCassiodorus, druhá významná osobnost, jejíž péčí se podařilo zachovat značnou část římské kultury. Kromě sestavování encyklopedických textů a kronik také silně ovlivnil západní mnišství. Autorem mnoha významných politických, homiletických a exegetických spisů byl v 6. století také papež Řehoř I. Veliký. V 7. a 8. století, chudších na dochované písemné památky, vznikala hlavní díla latinské literatury mimo Apeninský poloostrov, z italských děl lze zmínit kroniku Origo Gentis Langobardorum, popisující počátky národa Langobardů, a navazující díla, jako například Chronicon Gothanum, již z počátku 9. století. Od 6. do 9. století postupně vznikala také Liber Pontificalis, soubor životopisů papežů. Jedním z autorů byl v 9. století patrně Anastasius Bibliothecarius (před rokem 817 – asi 879), překladatel z řečtiny a kritik. Významným centrem překladatelství byla rovněž Neapol, kde působil v 8. století Paulus Diaconus a v 9. století Jan Hymonides. Z římské Liber Pontificalis vyšel Agnellus z Ravenny, když sestavoval Liber Pontificalis Ecclesiae Ravennatis, knihu životopisů ravennských biskupů.

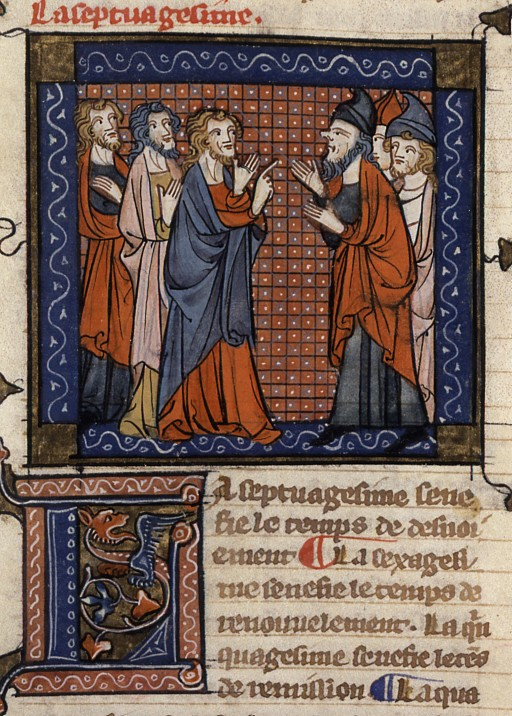
Ilustrace ze Zlaté legendy (Legenda Aurea) Jakuba de Voragine

V 10. století došla rozkvětu hagiografie, v řecké jižní Itálii byli překládány řecké legendy a také příběhy o Alexandru Velikém a Barlaamu a Josafatovi. Ve Veroně tvořil tamější biskup Ratherius z Verony (890–974), mimo jiné autor spisu Praeloquia, encyklopedické příručky k životu. V 11. století byli významnými latinsky píšícími tvůrci Guido z Arezza, autor traktátů o hudební teorii, Papias, zabývající se lexikografií, a Petr Damián, kazatel a myslitel bojující proti svatokupectví a konkubinátu. Od klerika jménem Guido z katedrály v Ivrei pochází milostná báseň Versus eporedienses, někdy považovaná za předchůdkyni pastorál. Z dalších osobností 11. století je možné jmenovat Doniza z Canossy, historika Lva z Ostie, Amata z Montecassina nebo Alfana ze Salerna, řazeného též mezi představitele montecassinské renesance 11. století. Z žen byla činná Trota ze Salerna, autorka lékařských spisů, tradičně spojovaná se souborem tří prací známých jako Trotula. Polemické prozaické i básnické texty psal biskup Benzo z Alby, hájících svým dílem císařskou stranu v bojích o investituru. Latinská tvorba se pak rozvíjela i ve 12. a 13. století, po boku nově se rodícího písemnictví v italštině. Ve 12. století působil například Jáchym z Fiore, inspirovaný svými viděními k literární tvorbě a později také k založení náboženské komunity v Kalábrii. Ve 13. století se na italské půdě prosadila biblická exegeze a scholastické myšlení – za nejdůležitější osobnost lze označit filosofa a teologa Tomáše Akvinského. Mystička Angela z Foligna ve svém díle propojila prvky autobiografické, hagiografické a teologické. Významným představitelem historiografie byl františkánský kronikář Salimbene z Parmy. Náboženskou literaturu a legendistiku tvořili v této době v Itálii františkán Tomáš z Celana a dominikán Jakub de Voragine, sestavitel obsáhlé sbírky životopisů svatých známé jako Zlatá legenda (Legenda aurea, 1260).

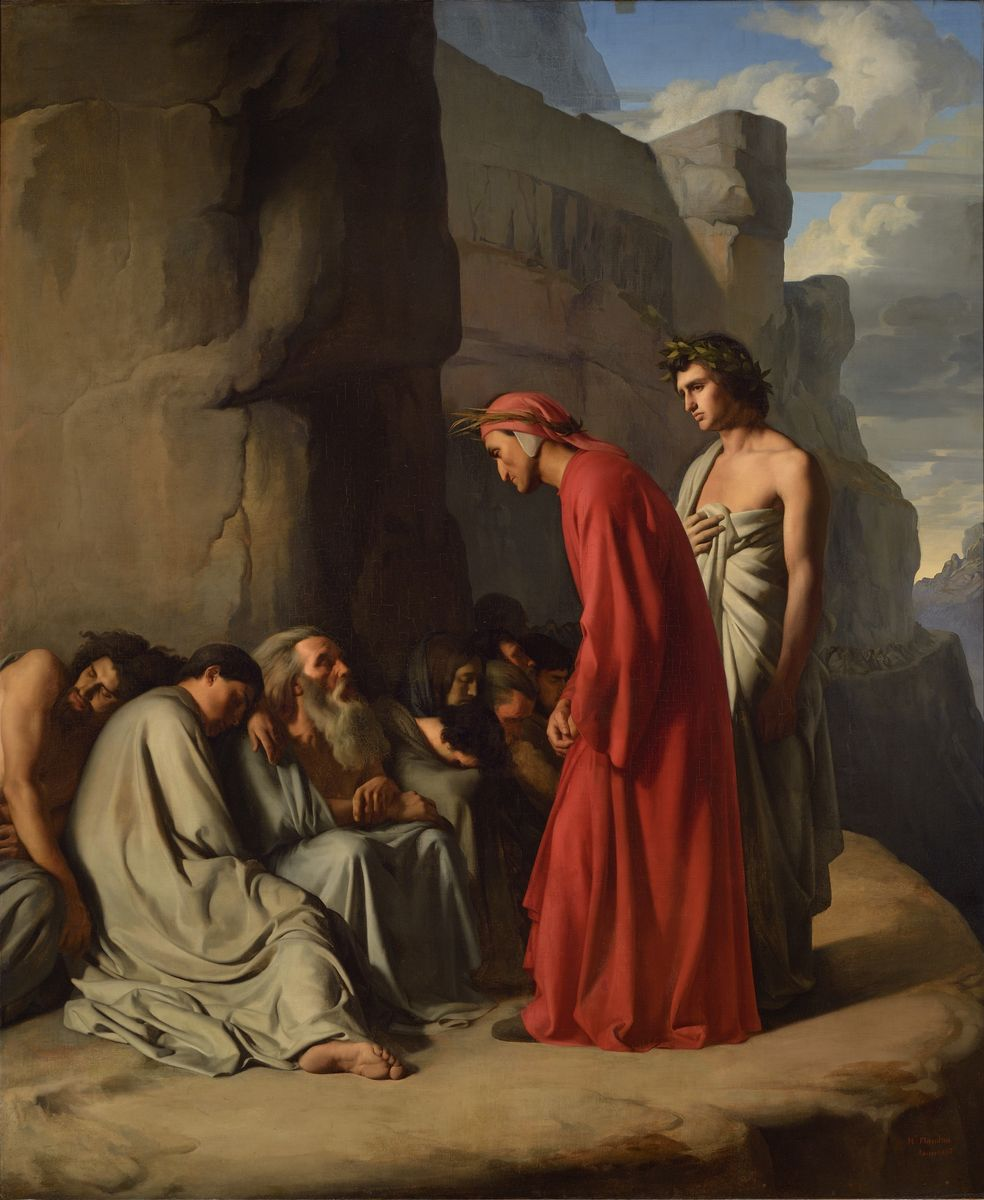
Dante Alighieri a Vergilius na ilustraci z roku 1835, autor Hippolyte Flandrin

Texty v dialektech italštiny se začaly objevovat v průběhu vrcholného středověku. První dochované texty, o kterých lze říci, že jsou napsány italsky, se dochovaly z konce 11. století, umělecké literární texty se však vynořily až ve druhé polovině 12. století. Neznámý potulný pěvec například složil ve východním Toskánsku Ritmo laurenziano, báseň tvořenou osmislabičnými verši k poctě biskupovi. K prvním tvůrcům píšícím v italštině se řadí též František z Assisi na počátku 13. století, a to zejména svou oslavnou Písní tvorstva (Cantico delle creature, asi 1224), sestavenou v umbrijském dialektu. Na severu Itálie vznikala ve 13. století spíše laická humorná a didaktická poezie, reprezentovaná tvůrci jako Bonvesin da la Riva. Toskánský básník Brunetto Latini napsal své dílo Li livres dou tresor ve francouzštině, je však autorem také edukativní básně Tesoretto v toskánském nářečí. Italskou tvorbu ovlivnila také provensálská poezie a někteří tvůrcové, jako Lambertino Bucalelli z Boloni (zemřel 1221), Lanfranco Cigala z Janova (zemřel 1278) či Sordello da Goito (zemřel 1260), psali v okcitánštině. Na dvoře Fridricha II. se v první polovině 13. století rozvíjela sicilská básnická škola. Do ní se svou tvorbou řadí sám panovník Fridrich II. a tvůrcové jako Rinaldo d’Aquino, Petr z Viney a další. Básníku Giacomovi da Lentini je přisuzováno vytvoření formy sonetu, později oblíbeného v renesanční literatuře. Na sicilskou tvorbu navázali ve druhé polovině 13. století toskánští autoři jako Guittone d'Arezzo, Bonagiunta Orbicciani, a především Guido Guinizelli, pisatel vizuálně bohaté poezie, a Guido Cavalcanti, básník zkoumající lásku a její působení také filosoficky, jako například v canzoně Ptala se paní (Donna me prega). Do první třetiny 14. století pak zasahuje Cino da Pistoia a jeho tvorba. V Božské komedii se pro tyto toskánské autory objevilo označení dolce stil novo, sladký nový styl. K autorům prozaických textů ve vernakulárním jazyce patřili v 13. století Guido Faba, Restoro d'Arezzo, zabývající se z přírodovědeckého hlediska Zemí, a kontemplativní etik Bono Giamboni. Stoupající úlohu žánru novely potvrzuje sbírka Novellino (také Sto starých povídek, Cento novelle antiche) ze sklonku století, dílo neznámého toskánského autora.
Za vrchol středověké tvorby, nejen italské, je považováno dílo básníka Danta Alighieriho. V roce 1295 vydal Nový život (La Vita Nuova), milostný příběh napsaný v toskánském dialektu italštiny a spojující prozaické pasáže s básněmi. Jeho nejslavnějším dílem je nicméně Božská komedie (dokončeno 1320), napsaná již v exilu a označovaná za sumu středověké kultury. V díle autor uplatnil své rozsáhlé encyklopedické znalosti a prozkoumal důležité otázky dobového myšlení: vztah smyslové a duchovní lásky, rozumu a víry, morálky a politiky, jednotlivce a společnosti, lidské svobody a Boží vůle, tohoto a příštího života a podobně. Ve třech italsky psaných částech, Peklo, Očistec a Ráj, je líčena návštěva vypravěče v zásvětí, kde se setkává s mnoha významnými osobami z minulosti, ale i z autorovy současnosti, zejména z dobové Florencie. Průvodcem básníka v Pekle a Očistci je římský autor Vergilius, v Ráji pak Dantova múza Beatrice.

### Anglie

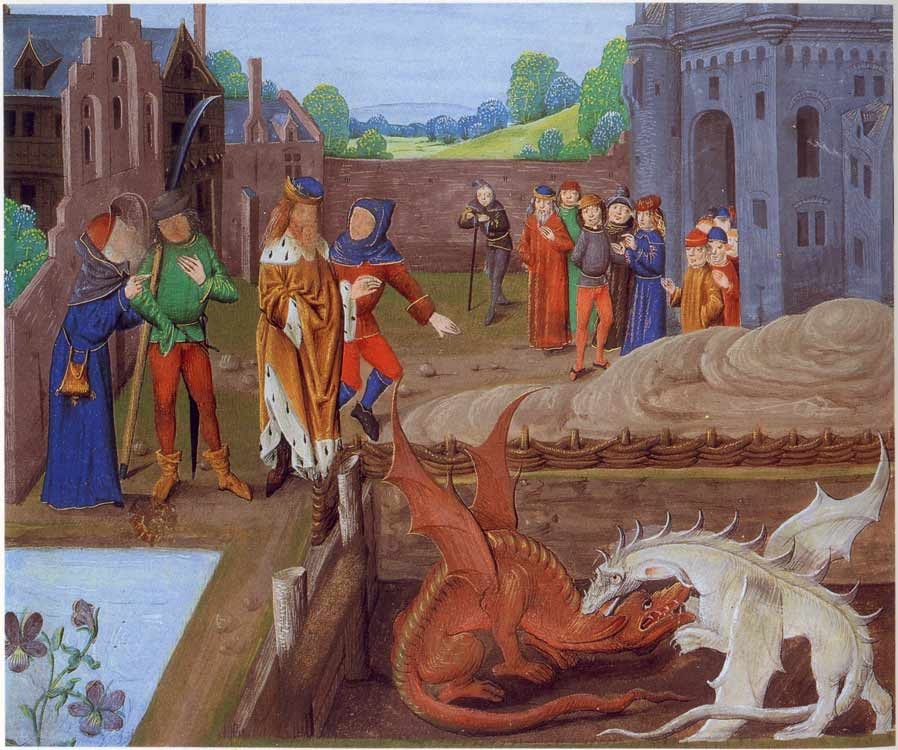
Iluminace z 15. století k Historia Regum Britaniae, napsané v roce 1135 Geoffreyem z Monmouthu

Po většinu anglického středověku, od dob Augustina z Canterbury a vzniku anglické církve v 6. století až po pozdní 14. století byla hlavním jazykem vzdělanců v Anglii latina. K nejdůležitějším spisovatelům píšícím latinsky v raném středověku se řadí Aldhelm (7. století), tvůrce četných básní, písní a prozaických děl, Alcuin (8. století), autor komentářů ke knize Genesis, a historikové jako svatý Gilda (6. století), Nennius (7. století), a především svatý Beda Ctihodný (8. století). Jako klíčová latinská díla vrcholného středověku lze označit Historia Regum Britaniae (1135) Geoffreyho z Monmouthu, dílo významné pro rozšíření artušovské tradice. Úspěchů dosáhl také velšský autor Walter Map a filosof Jan ze Salisbury (oba 12. století). Na přelomu 12. a 13. století byl pak činný básník, gramatik a teoretik poetické tvorby Geoffrey de Vinsauf.
Anglicky psaná literatura měla bouřlivější vývoj. Na počátku staroanglické slovesnosti stojí její patrně největší dílo. Hrdinský epos Beowulf v aliteračním anglosaském verši se zachoval v rukopise z přelomu 10. a 11. století, dílo samo je však starší, bylo složeno pravděpodobně v 7. nebo 8. století. Popisuje, jak Beowulf nejprve pomáhá dánskému králi proti nestvůře Grendelovi a posléze i jeho matce čarodějnici, později se musí utkat s drakem chrlícím oheň. K další raněstředověké epické hrdinské tvorbě pak patří píseň Boj na Finnově hradu, skladba Waldere a historická báseň Bitva u Maldonu líčící střetnutí s Nory v roce 991. Bývaly skládány také elegické básně, k nimž patří díla jako Deor, zachycující pomíjivost všech věcí, Poutník, Námořník a také Rozvaliny, jež zachycují rozpad města vybudovaného Římany.

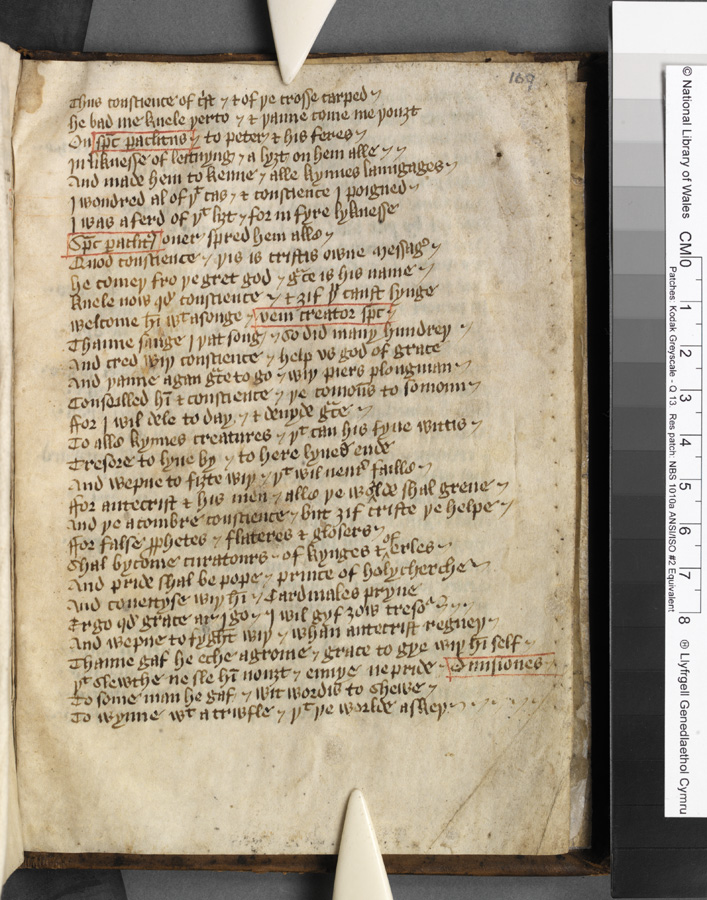
Vidění o Petru Oráči v rukopise z počátku 15. století

Rozvoj staroanglické literární tvorby byl přerušen normanským dobytím Anglie v roce 1066. Anglický jazyk se pod vlivem vládců mluvících anglonormanským dialektem francouzštiny postupně proměňoval a vznikla střední angličtina, celé následující období je proto nazýváno středoanglickým. Většina textů mezi lety 1100 a 1350 však byla psána buď latinsky nebo francouzsky. Mezi významná středoanglická díla lze zařadit báseň Sova a slavík (okolo roku 1200), spojující v hádce dvou ptáků žánr zvířecí povídky a literární debatu čili spor. Kněz Layamon napsal ve stejné době neobyčejně rozsáhlý kronikářský epos Brut, inspirovaný starším francouzským dílem Roman de Brut (1155) a spojující v šestnácti tisících veršů různé britské mýty a pověsti, zejména artušovské. K významným veršovaným románům patří Král Horn (první polovina 13. století), vycházející ze staršího anglonormanského textu, a další texty z artušovského a karolinského okruhu. Rozvíjely se také veršované povídky, takzvané bretaňské zpěvy, jako například Sir Orfeo (asi 1300), a rovněž fabliaux a balady. V době stoleté války s Francií vstoupily do literatury silněji též politické básně (například u Laurence Minota) a došlo k novému růstu popularity aliteratičního verše. Tímto způsobem byla napsána například slavná satirická alegorie Vidění o Petru Oráči (mezi lety 1370 a 1390), za jejíhož pravděpodobného autora se označuje William Langland. Z roku 1370 pochází také artušovská skladba Sir Gawain a Zelený rytíř a alegorická báseň Perla, patrně od stejného neznámého autora.
Na rozhraní středověku a renesance stojí Canterburské povídky (1387–1400) Geoffreye Chaucera, nejslavnějšího spisovatele středoanglického období. Celý závěr 14. století je vzhledem ke značnému vlivu této osobnosti označován za chaucerovské období. Zatímco sám Chaucer psal pouze anglicky a silně tento jazyk ovlivnil, jeho přítel John Gower byl autorem básní ve třech jazycích – známé je francouzské Zrcadlo člověka (Mirour de l'Omme), poslední velké dílo anglonormanštiny, latinský Hlas volajícího (Vox Clamantis) nebo anglicky psaná Milencova zpověď (Confessio Amantis). K Chaucerovým následovníkům patřil také Thomas Hocclerve nebo John Lydgate, tvořící již v 15. století. Závěr anglického středověku je spojen s nástupem knihtisku, přičemž prvním anglickým tiskařem byl William Caxton. V roce 1476 zřídil tiskárnu ve Westminsteru a vytiskl v ní například Artušovu smrt (1485) Thomase Maloryho, prozaickou sbírku artušovských příběhů, kterou se dlouhá řada anglických středověkých rytířských románů symbolicky uzavřela.

### Německo

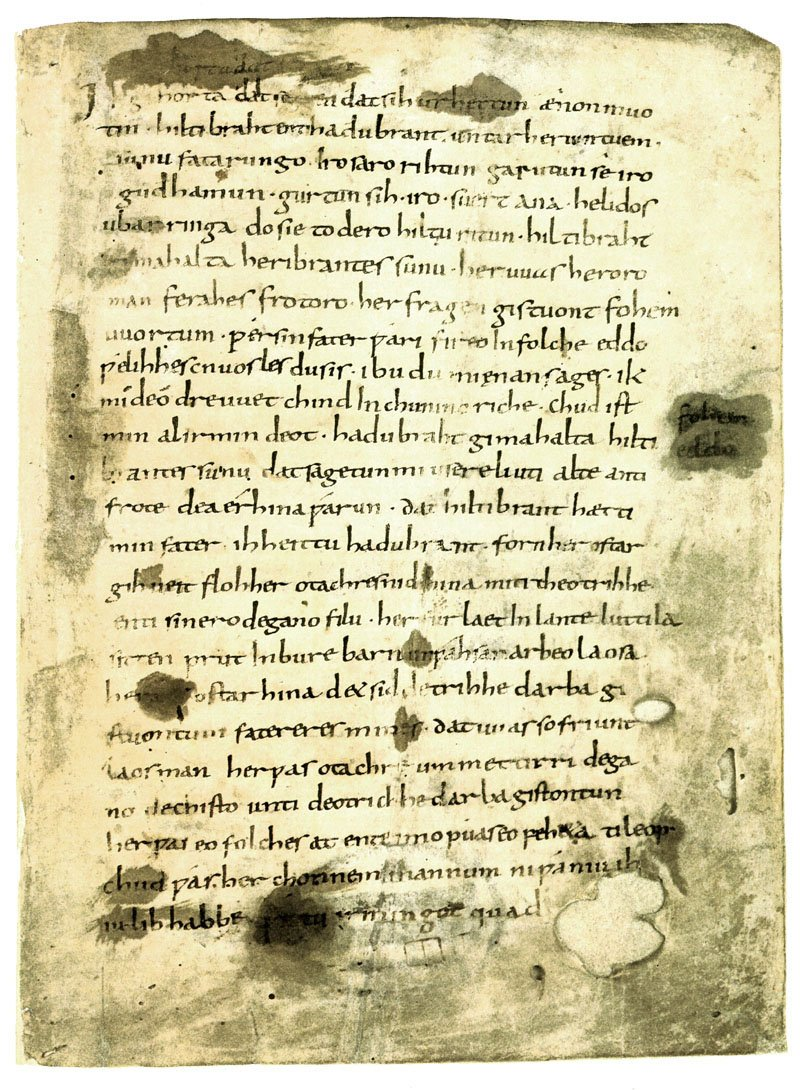
Rukopis Písně o Hildebrandovi, raného německého hrdinského zpěvu

Německá literatura začíná v karolinském období, kdy se do staré horní němčiny překládaly latinské texty, prvním z nich byl v 8. století glosář Abrogans. Z oblasti ústní slovesnosti se dochoval aliterační hrdinský zpěv Píseň o Hildebrandovi, zapsaná v roce 800. Hrdina Hildebrand se účastnil bojů jako spojenec Theodoricha Velikého v 6. století a na německé území se látka dostala pravděpodobně z Lombardie. Z 9. století pochází starosaská biblická epika jako Heliand (Spasitel) nebo Genesis a rovněž oslavná Píseň o Ludvíkovi, pojednávající o vítězství křesťanského panovníka nad Normany. V 10. století byla zapsána Merseburská zaklínadla, pozůstatek pohanského germánského dávnověku, a také Wessobrunnská modlitba.
V době vlády otonské (919–1024) a sálské dynastie (1024–1125) se rozvíjela spíše latinská literatura, zejména politická a dějepisná v textech Liudpranda von Cremona, Adalberta von St. Maximin nebo Widukinda von Corvey. Roswitha z Gandersheimu tvořila v tomto období dramata v podobě dialogizovaných legend. Z 11. století se dochovaly například zlomkovité překlady latinského bestiáře Fysiologus (1070) nebo latinského popisu světa Merigarto (1085).

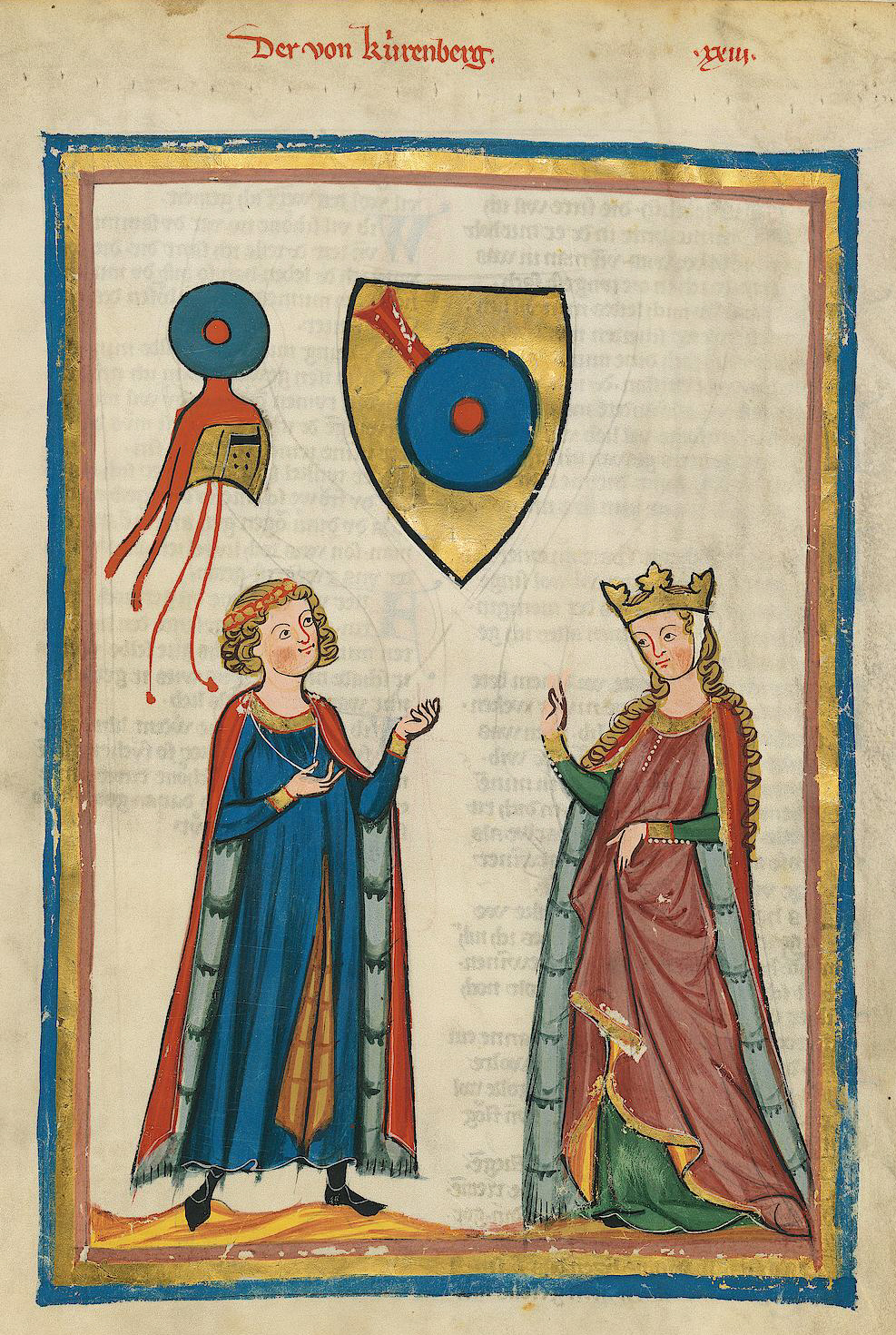
Der von Kürenberg, nejstarší známý německý minnesänger, vyobrazený ve sbírce Codex Manesse

Během vrcholného středověku, tedy v době vlády štaufské dynastie (1138–1254), působila na německou kulturu takzvaná renesance 12. století a vlna klášterních reforem přicházejících z Francie. Z náboženského písemnictví se v centru pozornosti drželo kázání a zamyšlení nad smrtí (memento mori), kupříkladu Zamyšlení nad smrtí (asi 1160) Heinricha von Melk. Objevily se také německojazyčné legendy a žánr exampla. Z historiografických děl byla nejdůležitější Císařská kronika (asi 1130–1147) napsaná v Řezně a obdařená později mnoha přepisy a pokračováními. Epickou literaturu reprezentuje německá Alexandreida, také nazývaná Štrasburský Alexandr (1170) a napsaná knězem Lamprechtem z Trevíru, zpracování rolandského materiálu v německé Písni o Rolandovi (1170) řezenského kněze Konrada, takzvané špílmanské (pěvecké) eposy, satirický zvířecí epos Lišák Reinhart Heinricha der Glîchezære nebo Hrabě Rudolf (vznikl mezi lety 1170 a 1185), anonymní epos o křížové výpravě. Ve 12. století se již rozvíjel také minnesang, německá obdoba milostné dvorské lyriky, přičemž pojmem „minne“ se označovala vysoká dvorská láska rytíře a jeho paní. Nejstarším dochovaným příkladem je Kürenbergova Píseň o sokolovi (asi 1160), pracující s metaforikou sokolnictví. Později dosáhly obliby písně se střídáním mluvčích a svítáníčka. Významnými minnesängery se stali Friedrich von Hausen, Rudolf von Fenis, Heinrich von Morungen, a zejména Reinmar von Hagenau a Walther von der Vogelweide.

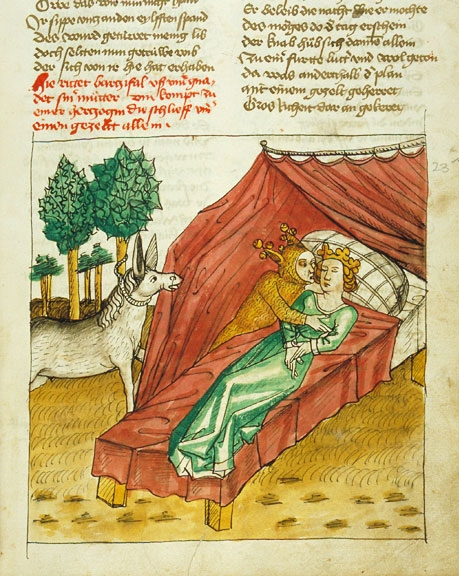
Scéna z rytířského románu Parzival Wolframa von Eschenbach, ilustrace v rukopise z roku 1467

Na konci 12. století se začal vyvíjet také dvorský román, na jeho počátku stojí Aeneis (1170–1184) Heinricha von Veldeke. K jeho následovníků se pak zařadili Eilhart von Oberge, Hartmann von Aue, Gottfried von Straßburg a rovněž Wolfram von Eschenbach, autor Willehalma (mezi 1210 a 1220, o historickém svatém Vilémovi Akvitánském) a především proslulého Parzivala (asi 1200 až 1210), zpracovávajícího artušovské téma proměny blouda v rytíře a jeho následné pátrání po svatém grálu. Vrcholnou památkou německé literatury je Píseň o Nibelunzích, původně ústně tradovaný germánský epos, zapsaný v roce 1200 a popisující hrdinské činy a následné zavraždění prince Siegfrieda, krádež dračího pokladu a pomstu Siegfriedovy vdovy Kriemhildy.
V pozdním středověku se dále rozvíjela milostná lyrika (například u Neidharta von Reuenthal, Ulricha von Lichtnstein nebo Tannhäuser (všichni 13. století) a později měšťana Johannese Hadlauba či Heinrich von Meissen přezdívaný Frauenlob (oba přelom 13. a 14. století). Ve 13. století došlo také k rozkvětu světské didaktické poezie, reprezentované kupříkladu Thomasinem von Zirclaere, brojícím ve spisu Vlašský host proti lichvářům, a také veršované povídky zachycující společenské změny, jejímž raným reprezentantem byl ve 13. století Stricker. Poklasický dvorský román je reprezentován v první polovině 13. století dílem Rudolfa von Ems, jehož román Dobrý Gerhard je zasazen do Kolína nad Rýnem v době vlády Oty I., a také autory trivializujícími a kritizujícími rytířský svět, jako byli Heinrich von dem Türlin nebo Ulrich von Zatzikhoven. K náboženské literatuře se v této éře objevovala tvorba mystiků, jako byla jeptiška Mechthilda z Magdeburku (Tekoucí světlo božství, 1250–1265) nebo proslulý mistr Eckhart na přelomu 13. a 14. století.

### Nizozemsko

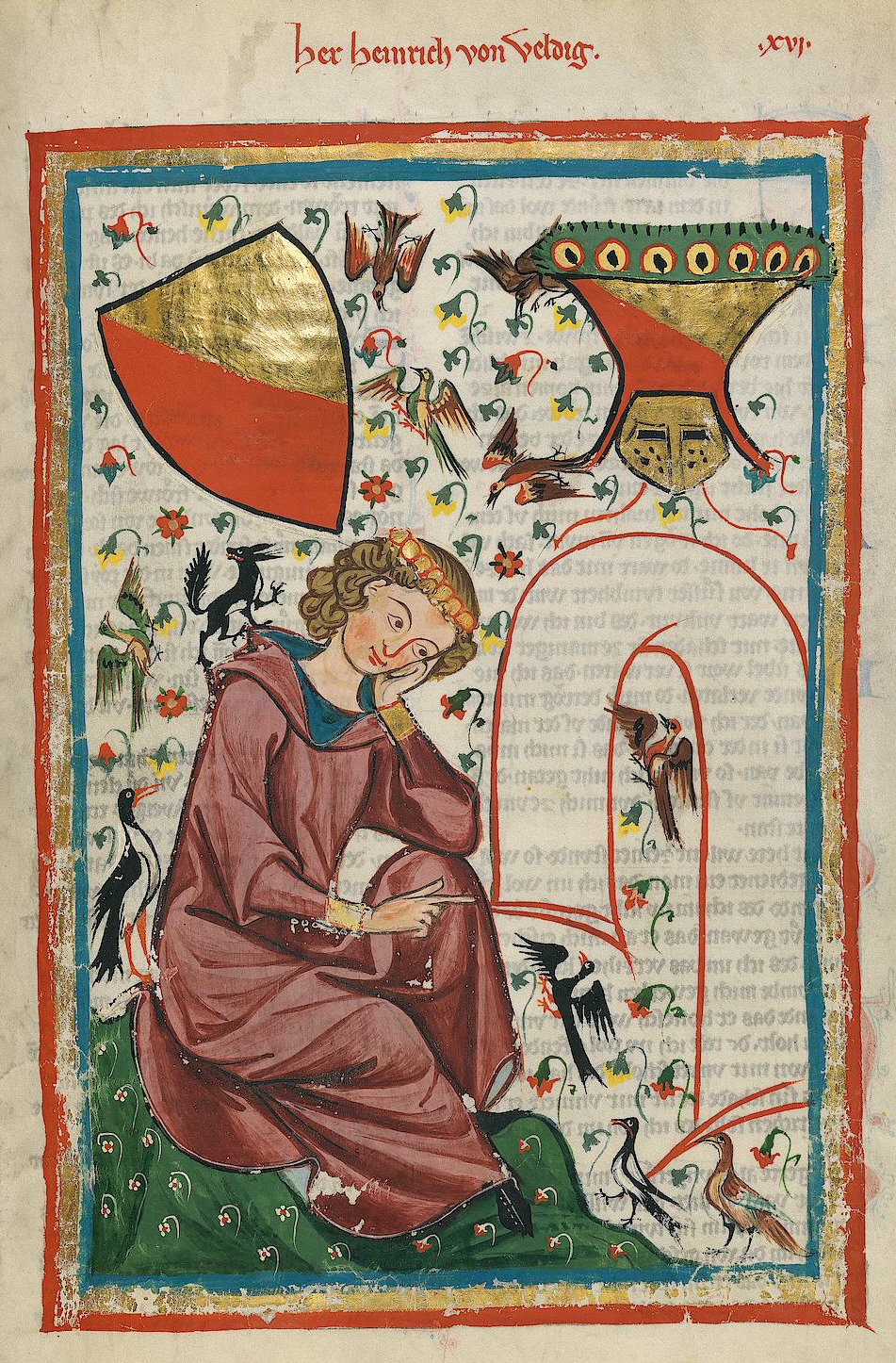
Nejstarší známý nizozemský básník Hendrik van Veldeke na vyobrazení ve sbírce Codex Manesse

Nejstarší zachovanou nizozemskou literární památkou je Utrechtský křestní slib ze 7. století. Raná díla, latinská i staronizozemská, vznikala v klášterech, například Wachtendonské žalmy nebo hra Officium stellae z kláštera Munsterbilzen nebo Leidse Willemar, parafráze Písně písní z kláštera Egmond. Prvním nizozemsky píšícím autorem, jehož jméno se zachovalo, byl Bernlef (kolem roku 850), o jeho díle však není nic známo. Prvním doloženým básníkem se stal až minnesänger Hendrik van Veldeke ve druhé polovině 12. století, autor milostných básní, zpracování románu o Aineiásovi a legendy o svatém Servácovi. K významným autorům milostné dvorské lyriky se zařadil také vévoda Jan I. Brabantský (2. polovina 13. století). Na holandském dvoře působil sprookspreker čili vypravěč pohádek Augustijnken van Dordt (kolem poloviny 14. století) a rovněž Willem van Hildegaersberch (druhá polovina 14. století).
Z rytířských románů je nejstarším Treverský Floyris (kolem roku 1170), nejslavnějším však Karel a Elegast (pravděpodobně konec 12. století či 13. století), zařazovaný k chansons de geste a vycházející patrně ze ztraceného starofrancouzského Chanson de Basin. V románu se musí Karel Veliký na popud anděla stát zlodějem, pomůže mu však neprávem vyhnaný dvořan Elegast a společně oba hrdinové maří intriky Eggerika z Eggerheimu. Populárním hrdinou byl král Artuš, čtyři romány o něm se dochovaly v plné verzi (Pověst o grálu, Artušova smrt, Ferguut a Román o Gavainovi), sedm románů ve zkrácené verzi. Přítomná byla i antická tematika, například v Trojské trilogii brabantského básníka Seghera Diengotgafa, napsané kolem roku 1240, a orientální témata, například Floris a Blanceflor, zpracování původně francouzského románu z pera vlámského písaře Diederika van Assenede z druhé poloviny 13. století. Satirický zvířecí epos se objevil v letech 1148–1150 v podobě latinského eposu Ysengrimus, jeho autorem byl Nivardus. Nejproduktivnějším nizozemským autorem středověku se ovšem stal Jacob van Maerlant, který ve druhé polovině 13. století psal artušovské romány (jako Historie svatého grálu, též nazývaná Merlinova kniha), romány zpracovávající antický materiál (Alexandrovy činy, Trojská historie) a také populární vědecké traktáty z oboru přírodních věd či historie.

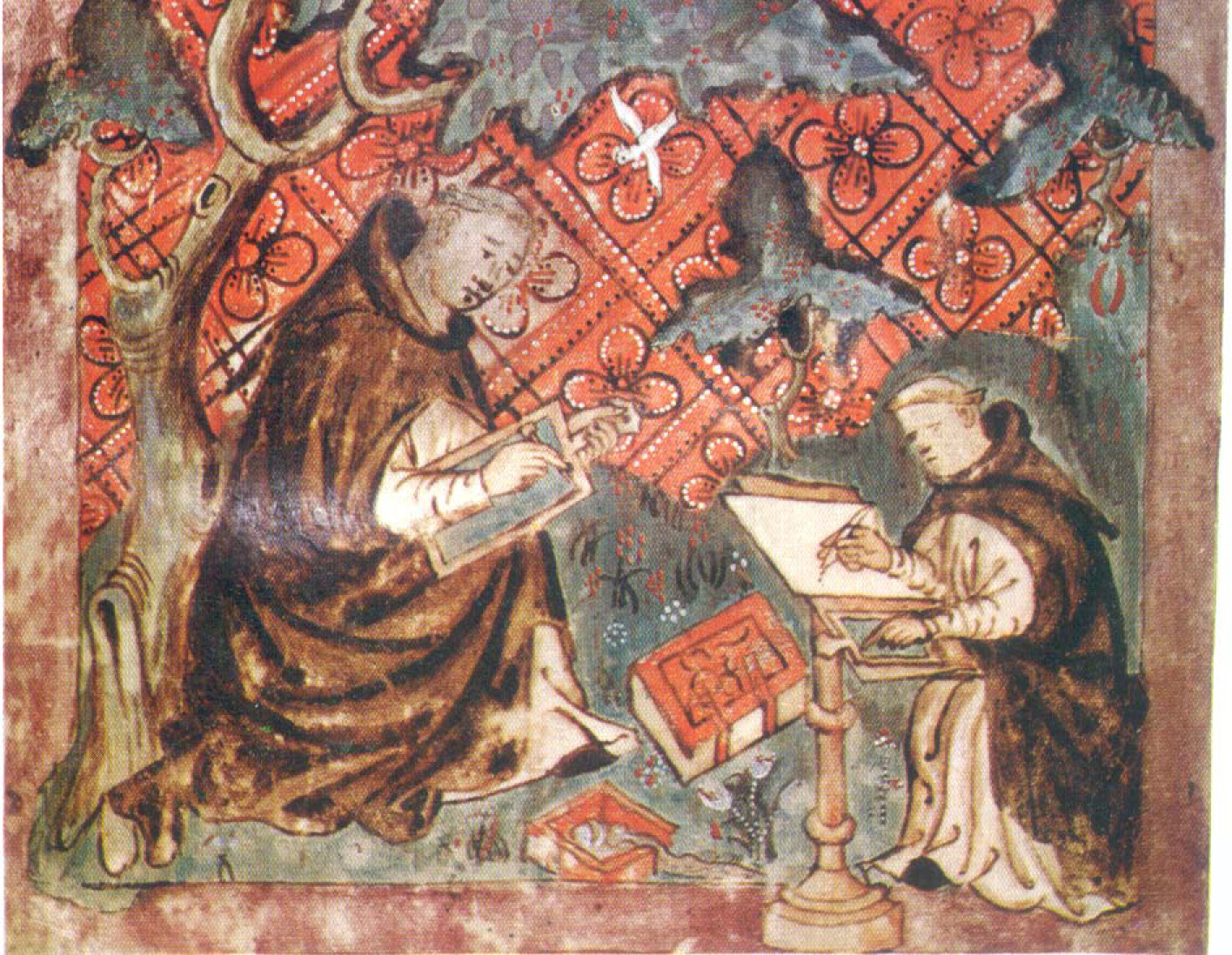
Vlámský mystik Jan van Ruusbroec na miniatuře přibližně z roku 1380

Velice rozšířená byla ve středověku také nizozemská mystická literatura, k níž spadá tvorba bekyní jako Marie z Oignies nebo Hadewijch, popisující obvykle mystické vidiny a intenzivně prožívanou lásku k bohu. Nejslavnějším mystikem se nicméně stal Jan van Ruusbroec, autor jedenácti děl a dopisů, mimo jiné Zrcadla věčné blaženosti (1359). Z nizozemských kronik se do historie nejsilněji zapsala Rýmovaná kronika (1290–1035) Melise Stokea, Činy bitvy u Woeringenu (1288–1294) Jana van Heelu a Brabantské činy (1316–1350) Jana van Boendal. Autorem traktátů byl na počátku 15. století Dirc Potter, k jeho dílům patří kupříkladu veršovaný traktát Běh lásky.
V dramatu se některé původně liturgické hry postupně oddělily od církevního prostředí. Dochovaná sbírka Abele spelen (doslova ušlechtilé hry, míněno světské) obsahuje čtyři vážné hry o dvorské lásce (například Esmoreit zpracovávající obtíže milostného vztahu sicilského prince Esmoreita a syrské princezny Damiety) a šest doprovodných frašek. Náboženského ducha si zachovaly mirákly (hry o zázracích) jako Mařenka z Nimwegenu z konce 15. století, a také hry předváděné na vozech při liturgických průvodech, například sedm Radostí panny Marie hraných při bruselském mariánském procesí v letech 1448–1566. V pozdním středověku rostla společně se sílícím měšťanstvem obliba morální literatury, jakou byla například píseň Jak se má vládnout městu (1350), pravděpodobně dílo antverpského městského písaře Jana van Boendale. Od roku 1413 organizovaly řečnické komory takzvané Landjuwelen, soutěže ve veršování, a básnictví se proměňovalo v řemeslo. Konec středověku je spojen také s rychlým nástupem knihtisku, k prvním významným tiskařům patřili ve druhé polovině 15. století Gherart Leeu v Goudě a Dirk Martens v Aalstu.

### Španělsko

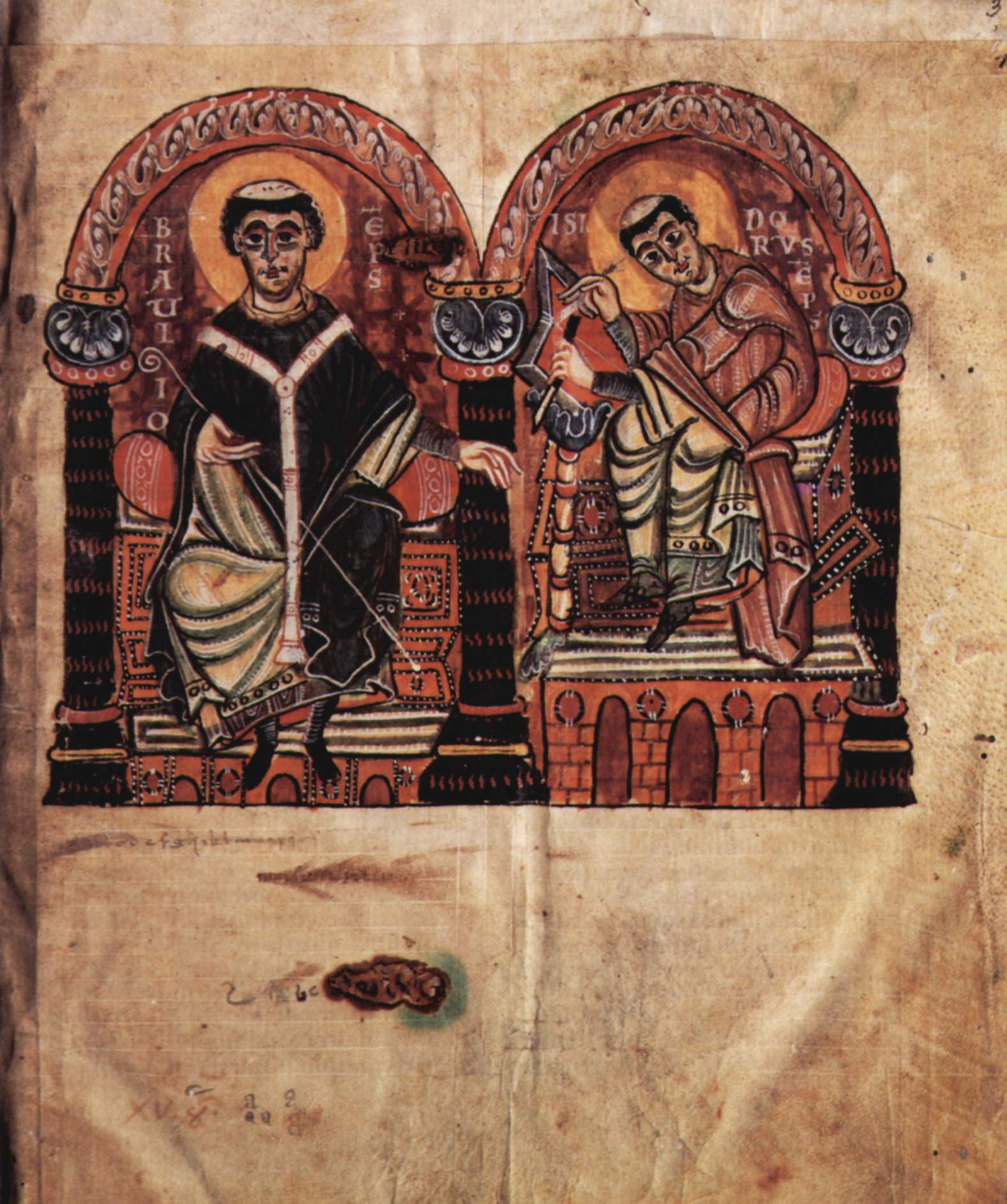
Biskup Braulio a Isidor ze Sevilly, vyobrazení v rukopise Etymologií z první poloviny 10. století

V prvních století po pádu Říma existovalo na území pozdějšího Španělska Vizigótské království. Mezi učenci, kteří v této oblasti působili a kteří usnadnili přechod od klasické antické kultury ke středověké vzdělanosti, vyniká zejména osobnost Isidora ze Sevilly z přelomu 6. a 7. století. Tento sevillský biskup se intenzivně věnoval filologické činnosti a shromažďování starověkých rukopisů a také církevním reformám. Vytvořil sbírku kánonů pod názvem Hispania, jeden z nejvýznamnějších raněstředověkých právních dokumentů. Kromě toho sepsal četné spisy týkající se interpretace biblického textu, životopisy starozákonních a novozákonních postav a také mnoho historiografických prací. Za jeho nejdůležitější dílem jsou nicméně považovány tři rozsáhlé encyklopedické texty, z nichž se druhý, systematický slovník vědění známý jako Etymologie (Etymologiae), stal základem autorova pozdějšího věhlasu. Na Isidorovo dílo navázali v 7. století především tři toledští biskupové – Evžen II. z Toleda, Ildefons z Toleda a Julián z Toleda
Na počátku 8. století byl vizigótský stát dobyt Araby a Berbery a zanikl. Reconquista, postupné dobývání muslimských území na Pyrenejském poloostrově ze strany křesťanských vládců, pak udala ráz celé středověké španělské literatuře, zejména díky vzájemnému ovlivňování obou kultur. Nejstarším dílem psaným ve španělštině je Píseň o Cidovi (Cantar de Mio Cid, Poema del Cid), rytířský epos pocházející z doby kolem roku 1140. Vypráví o brilantním vojevůdci, který po vyhnání z Kastilie dobude na Maurech město Valencie a vládne v něm. Jedná se o první dochovaný text z canteras de gesta, epických písní o hrdinských činech. Ve srovnání s francouzskými chansons de geste jsou tyto španělské práce historicky věrnější, neboť vznikaly většinou krátce po zpracovávaných událostech. Obsahují menší množství fantastických prvků a přehánění a paradoxně také menší důraz na křesťanství, přestože obvykle pojednávají o reconquistě. Kromě eposu o Cidovi se zachoval též Zpěv o Roncevaux, naopak pouze převyprávění a úryvky existují z děl jako Zpěv o sedmi panicích z Lary (Cantar de los diete infantes de Lara), Zpěv o Sanchovi II. a obležení Zamory (Sancho II. de Castilla y Cerco de Zamora) a dalších.

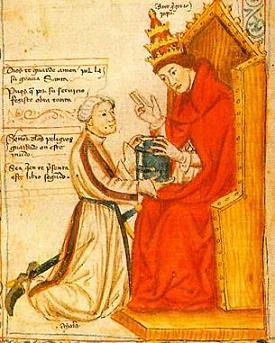
Básník a politik Pedro López de Ayala (14. století) klečí před papežem Řehořem Velikým, ilustrace

Na rozdíl od kastilské epiky vznikala lyrická poezie na Pyrenejském poloostrově především v provensálštině (provensálská škola) a galicijštině (galicijsko-portugalská škola). Provensálská poezie byla sestavována a zpívána především jihofrancouzskými trubadúry, kteří pobývali ve 12. a 13. století na kastilském dvoře. Je zároveň možné, že provensálští tvůrcové byli ovlivněni arabskou milostnou poezií, opěvující nedostupné ženy již v předcházejících staletích. Provensálskou tvorbou byla následně formována galicijská lyrická poezie, ta následně vyvrcholila v polovině 13. století. V kastilském jazyce (španělštině) byla lyrika méně populární, coby nejstarší dochovaná milostná skladba přežila do moderní doby Milostná příhoda (La razón de amor), báseň neznámého autora z počátku 13. století. Specifickým typem poezie byla klerická poezie, mester de clerecía – na rozdíl od nepravidelné a asonující dvorské poezie byla v ní užívaná forma čtyř čtrnáctislabičných veršů pravidelná a rýmovaná. Duchovními byla zpracovávána jak témata rytířská určená šlechtě, například Kniha o Apoloniovi (Libro de Apolonio, 13. století), tak látky lidové slovesnosti, například Báseň o Fernánu Gonzálezovi (Poema de Fernán Gonzalez, po roce 1250), a rovněž čistě náboženská témata. Známý je především Gonzalo de Berceo, tvořící také ve 13. století, a jeho Zázraky Panny Marie (Milagros de Nuestra Señora). Z pozdějších básníků zpracovávajících duchovní témata může být zmíněn ještě Juan Ruiz a jeho Kniha o pravé lásce (Libro de buen amor) a Pedro López de Ayala a jeho skladba Rýmování o mravech dvorských (Rimado de Palacio). Obě tato díla pocházející z 13. století spojují náboženské směřování s vlivem laického vzdělání a schopností sociální kritiky.

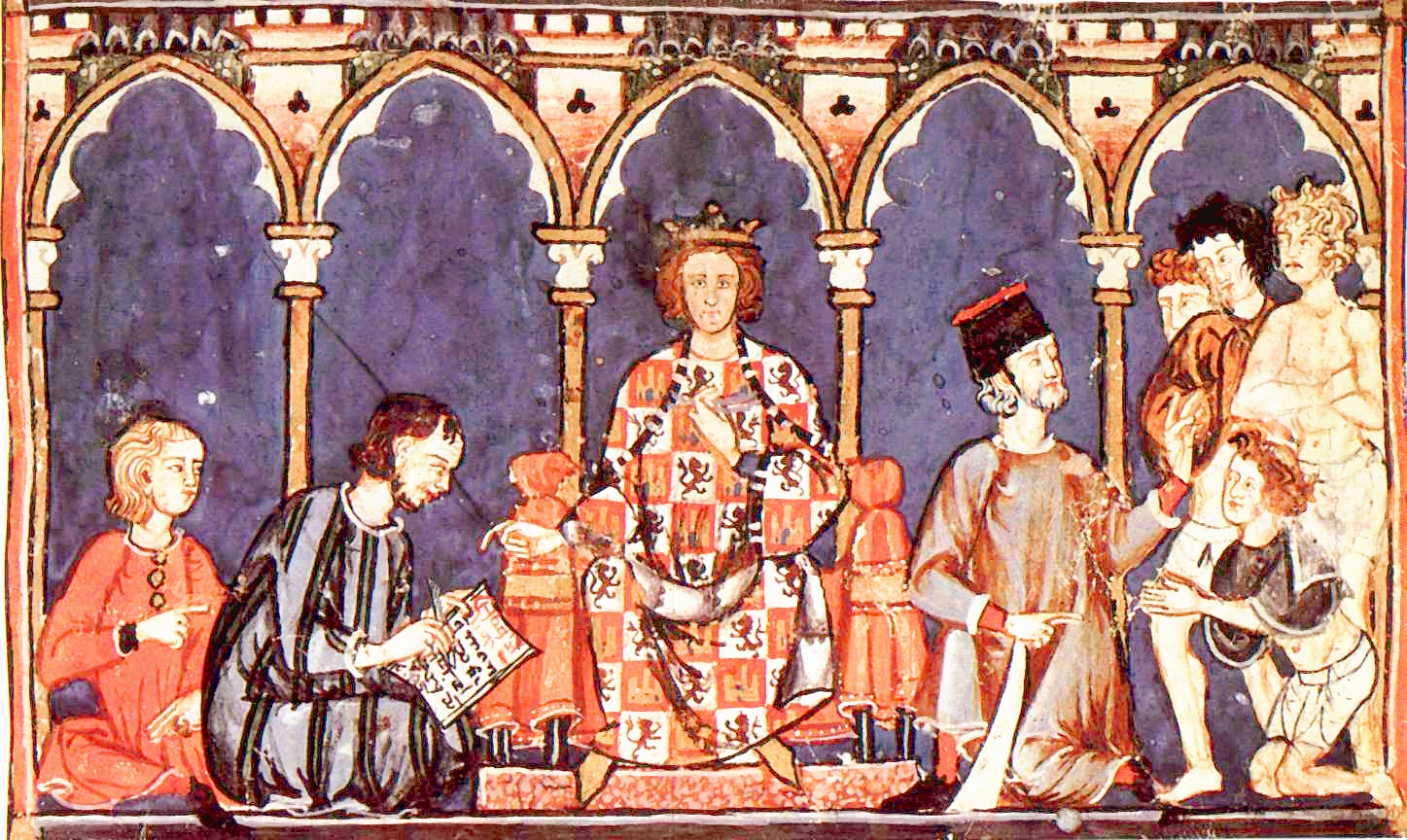
Vzdělaný král Alfons X. Kastilský a jeho dvůr

Klíčovou osobností pro rozvoj kastilské literatury se stal král Alfons X. Kastilský (1221–1284), na jehož dvoře se shromažďovali muslimští, židovští a křesťanští učenci. Panovník nechal pořídit například překlad orientálních povídek pod názvem Kniha o Kalilovi a Dimnovi (Libro del Calila e Dimna), později pak právní encyklopedii a zákoník Sedm částí (Siete Partidas), inspirovaný římským právem, nebo podrobnou Obecnou kroniku (Crónica general). Alfons X. byl ovšem známý také jako básník, píšící galicijské trubadúrské básně a písně na Pannu Marii. Ve druhé polovině 13. století však došlo zejména k rozkvětu kastilské rytířské prózy, do té doby pouze přebírané odjinud. Prvním originálním španělským dílem se stal anonymní Příběh rytíře božího, který měl jméno Cífar (Historia del Caballero de Dios, que había por nombre Cífar). Dílo je významné především skutečností, že po boku hrdiny vystupuje selský mladík Ribaldo obdařený lidovou moudrostí a vnášející do díla realistické prvky. V první polovině 14. století byl důležitým tvůrcem Alfonsův synovec Juan Manuel, známý především svou sbírkou mravoučných povídek Hrabě Lucanor (plným názvem Kniha příkladů hraběte Lucanora a Patronia, Libro de los enxemlos del Conde Lucanor et de Patronio).
Dvorskou lyriku 14. a 15. století shrnuje Zpěvník Baenův (Cancionero de Baena), sepsaný kolem roku 1445 Juanem Alfonsem de Baena pro krále Jana II. Kastilského. Do toho souboru však nejsou zařazeni dva nejúspěšnější doboví básníci, Iñigo Lopez de Mendoza, autor, který do španělské literatury uváděl žánr sonetu, a Juan de Mena, ovlivněný počínajícím humanismem a píšící kromě trubadúrských básní také alegorická díla jako Labyrint Štěstěny (Laberinto de Fortuna). Ve druhé polovině 15. století pak působili básníci Gómez Manrique a Jorge Manrique. Rytířská epika se v této době zabývala spíše přepracováváním starších témat, jedním z mála zachovaných děl je Zpěv o Rodrigovi (Cantar de Rodrigo) z konce 14. či začátku 15. století. Vedle tradičních rytířských próz se nově prosadil žánr romance, kratší epické básně různých typů, obvykle zpracovávající jednotlivou epizodu z rozsáhlejšího rytířského příběhu, a také satirické básnictví. Jako příklad lze uvést anonymní Obecný tanec smrti (Danza general de la muerte) nebo Sloky pekařčiny (Coplas de ¡Ay panadera!). Závěr 15. století je pak spojen s cestopisnými díly jako Historie velkého Tamerlána (Historia del Gran Tamerlán), v níž Ruy Gonzáles de Clavijo vypráví o cestě do Samarkandu, a literární portréty slavných osobností, jež lze nalézt například v souboru Moře příběhů (Mar de historias) dvořana Fernána Péreze de Guzmán.

### Rusko

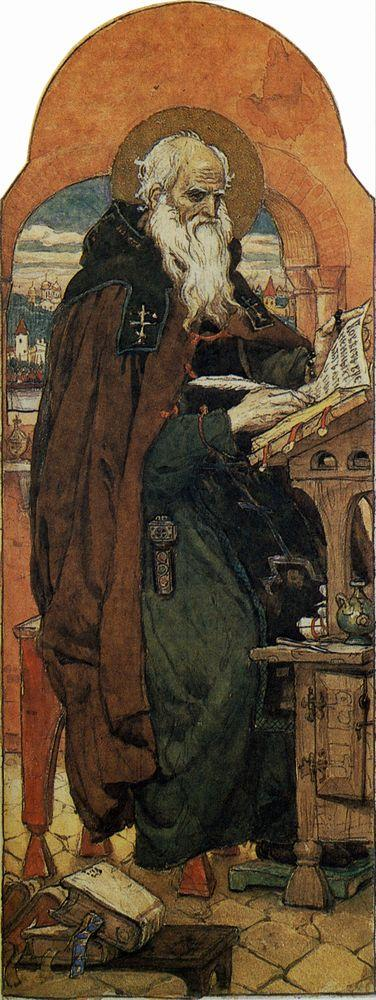
Kronikář Nestor na vyobrazení z konce 19. století, autor Viktor Michajlovič Vasněcov

Nejstarší dochované literární památky ze středověké Kyjevské Rusi pocházejí z 11. století, tedy z období po přijetí křesťanství Vladimírem I. v roce 988. Velký vliv na středověkou ruskou kulturu měla kultura Byzantské říše a První bulharské říše. Díky činnosti Cyrila a Metoděje a jejich následovníků v Bulharsku v 9. a 10. století se do ruských oblastí dostalo písmo cyrilice, liturgický jazyk staroslověnština (postupně transformovaná v církevní slovanštinu) a četné překlady z řečtiny. Šlo zejména o liturgické knihy jako Služebník nebo Časoslov, životy svatých a díla církevních otců (zejména klasiků řecké patristiky jako Jan Zlatoústý, Basileios Veliký, Řehoř z Nyssy či Řehoř z Nazianzu), ale také jiná díla jako apokryfy nebo kroniky historiků jako Jan Malalas a Jiří Hamartolos. Také v rusky psané literatuře převažovaly v tomto období náboženské texty (jako Ostromirovo evangelium, lekcionář z poloviny 11. století, nejstarší nalezené dílo) a historické záznamy (ruské letopisy). Nejstarším a nejdůležitějším textem je Pověst dávných let, ve své první verzi pocházející z počátku 12. století. Kronikář Nestor v ní zachytil události od Potopy světa, přičemž pasáže citované převážně z byzantských zdrojů spojil s vyprávěním o rozdělení slovanských kmenů a počátcích Kyjevské Rusi pod původně varjažskou dynastií Rurikovců. Historiografickým pramenem srovnatelného významu je Novgorodský první letopis. K důležitým dílům pocházejícím z kyjevského dvora patří kázání Slovo o Zákoně a Milosti (Slovo o zakone i blagodati, 11. století) prvního ruského metropolity Ilariona, napsané v rétoricky zdobném stylu, a texty jeho následovníka, metropolity Klimenta Smoljatiče. Největší oblíbenosti dosáhla kázání Cyrila Turovského z druhé poloviny 12. století, zejména pak jeho velikonoční kázání. V éře Kyjevské Rusi vznikaly také cestopisy popisující putování do Svaté země, prvním doloženým je Kniha zvaná Poutník od Daniela, igumena ruského, pravděpodobně sepsaná opatem v klášteře u Černigovu.
Za nejvýznamnější památku ruského epického básnictví je považováno Slovo o pluku Igorově, zachycující tažení rurikovského knížete Igora Svjatoslaviče proti kočovným turkickým Kumánům v roce 1185. Většina literárních historiků přijala tvrzení ruské vědy (zejména Dmitrije Lichačova), že jde o skutečný epos z konce 12. století. Již od prvního vydání Slova na začátku 19. století se však objevovaly hlasy zpochybňující autenticitu a považující dílo za preromantický podvrh. Námitky proti pravosti formuloval z moderních badatelů Edward L. Keenan. Z posledních dekád před mongolským vpádem ve druhé polovině 13. století pochází Slovo Daniila Zatočníka, prosebný list zchudlého vzdělance ke knížeti Jaroslavovi. Není však známa konkrétní identita autora ani adresáta tohoto díla, jež dokazuje sečtělost svého tvůrce spojováním různých biblických a sekulární citátů, aforismů a přísloví.

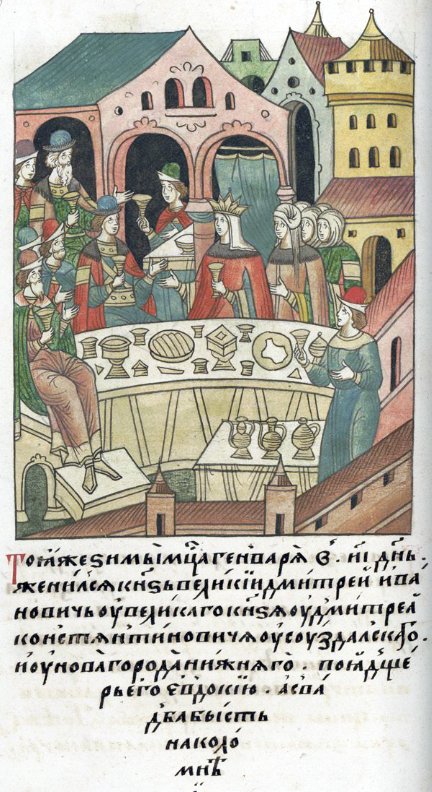
Svatba Dmitrije Donského v Ilustrované kronice Ivana Hrozného

Po mongolském dobytí jihovýchodní Evropy a založení Zlaté hordy se ve 13. a 14. století začalo centrum ruské kultury přesouvat na východ a na sever, do oblastí Novgorodu a Moskvy. Převažujícím žánrem byla v tomto období biografie. V legendách byly zachycovány jak životy zakladatelů klášterů a světců jako Leontij Rostovský, Nikita Sloupovník a Varlám Chutyňský, tak osudy mučednických knížat jako Boris a Gleb a dalších strastotěrpců. Často byli tímto způsobem zvěčňováni doboví příslušníci šlechty zabití Tatary, například Michal Černigovský a jeho bojar Fjodor, a hrdinové jako Alexandr Něvský. Téma mongolské invaze se často objevovalo rovněž ve vojenských příbězích jako Vyprávění o bitvě na Kalce nebo Vyprávění o vyplenění Rjazani Bátúem. Vítězství ruských vojsk vedených Dmitrijem Donským nad Zlatou hordou v bitvě na Kulikovském poli (1380) zpracovává epická skladba Zádonština, jejímž autorem se stal jinak neznámý Sofonij Rjazaňský. Metropolita Cyprián, činný ve druhé polovině 14. století, se podílel na první moskevské kronice a stal se autorem dvou verzí Života metropolity Petra založených na starším vzoru. Cypriánovým přičiněním došlo k přenesení centra ruské kultury a písemnictví do Moskvy. Druhá varianta Života metropolity Petra stála na počátku nové podoby legend rozvíjejících se v Moskevském velkoknížectví v 15. století. Pozornost posluchačů byla upoutávána více rétorickou obratností než střízlivým a jednoduchým vyprávěním, jak tomu bývalo ve starších hagiografických textech. K dalším výrazným tvůrcům tohoto typu literatury patří Jepifanij Moudrý, autor Života svatého Štěpána, biskupa permského (sestaveno krátce po roce 1396) a Života svatého Sergeje Radoněžského (napsáno před rokem 1420), nebo Pachomius Srb.
Na konci 15. století (za vlády Ivana III. a na počátku 16. století (za vlády Vasilije III.) vznikala díla, která se snažila dokázat, že ruští carové jsou dědici římských císařů – takovým textem byla například Pověst o Cařihradu nacházející se v Ruském chronografu z roku 1512, kde je v závěru textu zmiňováno také turecké dobytí města a proroctví, že bude osvobozeno „rusým lidem“ (Rusy). Zachovaly se také četné prózy, například Šalomoun a Kitovras, povídka Stefanit a Ichnilat (zvířecí příběh založený na příběhu z indické Pančatantry) a další texty, často překládané nebo tematicky přebírané z jiných kulturních okruhů. Přelom 15. a 16. století byl v Rusku rovněž dobou značných náboženských nepokojů – ty se odrážejí kupříkladu v práci Prosvětitel, napsané Josifem Volockým ve spolupráci s Nilem Sorským. Období tuhé vlády Ivana IV. lze charakterizovat centralizací a unifikací, v oblasti literatury se tyto tendence projevily mimo jiné sesbíráním církevních rozhodnutí do knihy Stoglav, pravidly domácího chování Domostroj či Ilustrovanou kronikou Ivana Hrozného. Vznikaly ale také nové původní příběhy, jako například Pověst o Petru a Fevronii.

### Arabské země

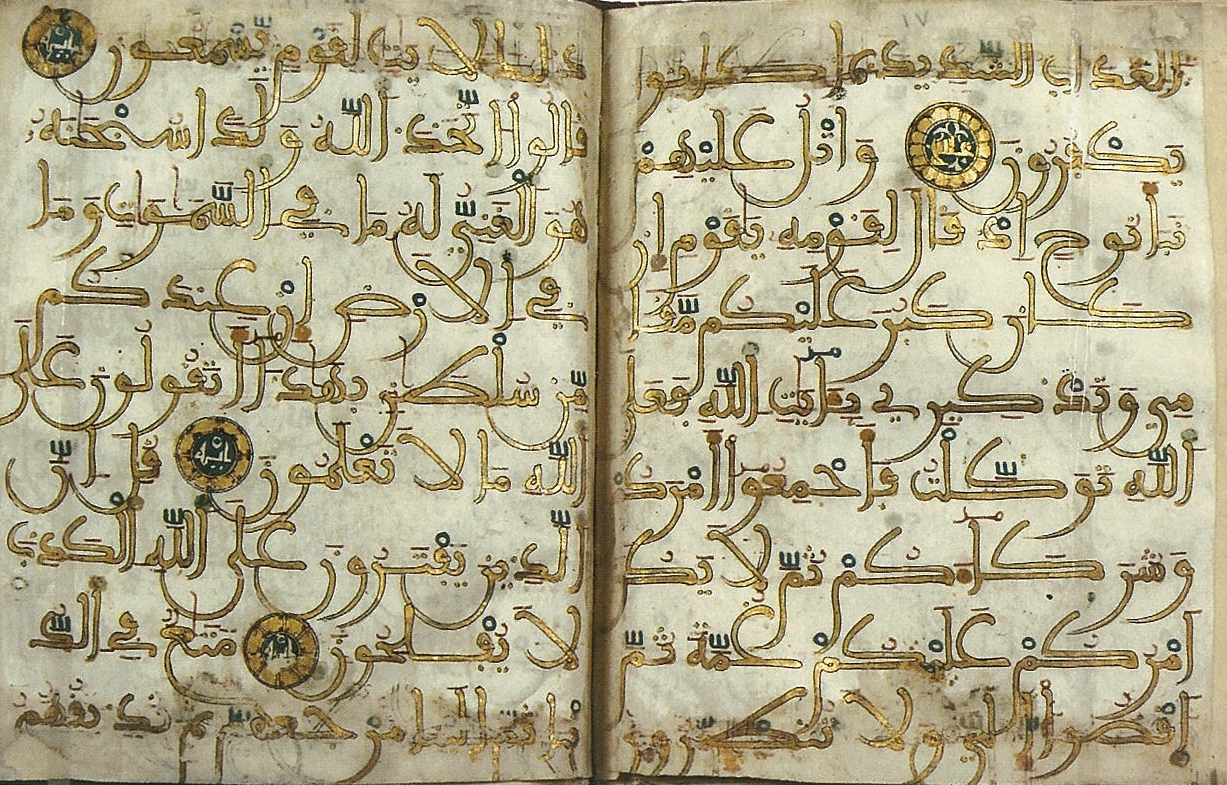
Zdobený rukopis koránu, přibližně z roku 1300

V arabském prostředí je počátek středověku spojen s vystoupením proroka Mohameda. Přestože je korán, základní text islámu, psán ve verších, Mohamed odmítal, aby byl označován za básníka, což se negativně podepsalo také na vnímání poezie v nejranějším období středověké arabské kultury. Pro období po Mohamedově smrti je proto charakteristické předávání tradice o Prorokových výrocích a činech (vytvářejících sunnu) a také sepisování jeho životopisů pod označením síra. Již v době umajjovského chálífátu došlo k novému rozkvětu umělecké literatury. Tradiční arabská kasída, nejprestižnější poetický žánr, existovala dále, z jednotlivých jejích částí se nicméně vytvořily nové žánry a formy. Zatímco nasíb se stal vzorem pro milostnou poezii, vztahující se obvykle k nepřítomnému milému, rahil popisující přírodu se vyvinul v bukolické básnictví. Kromě toho byla využíván také wasf, popisná poezie, a rovněž bakchická či pijácká témata označovaná jako chamrijjat.

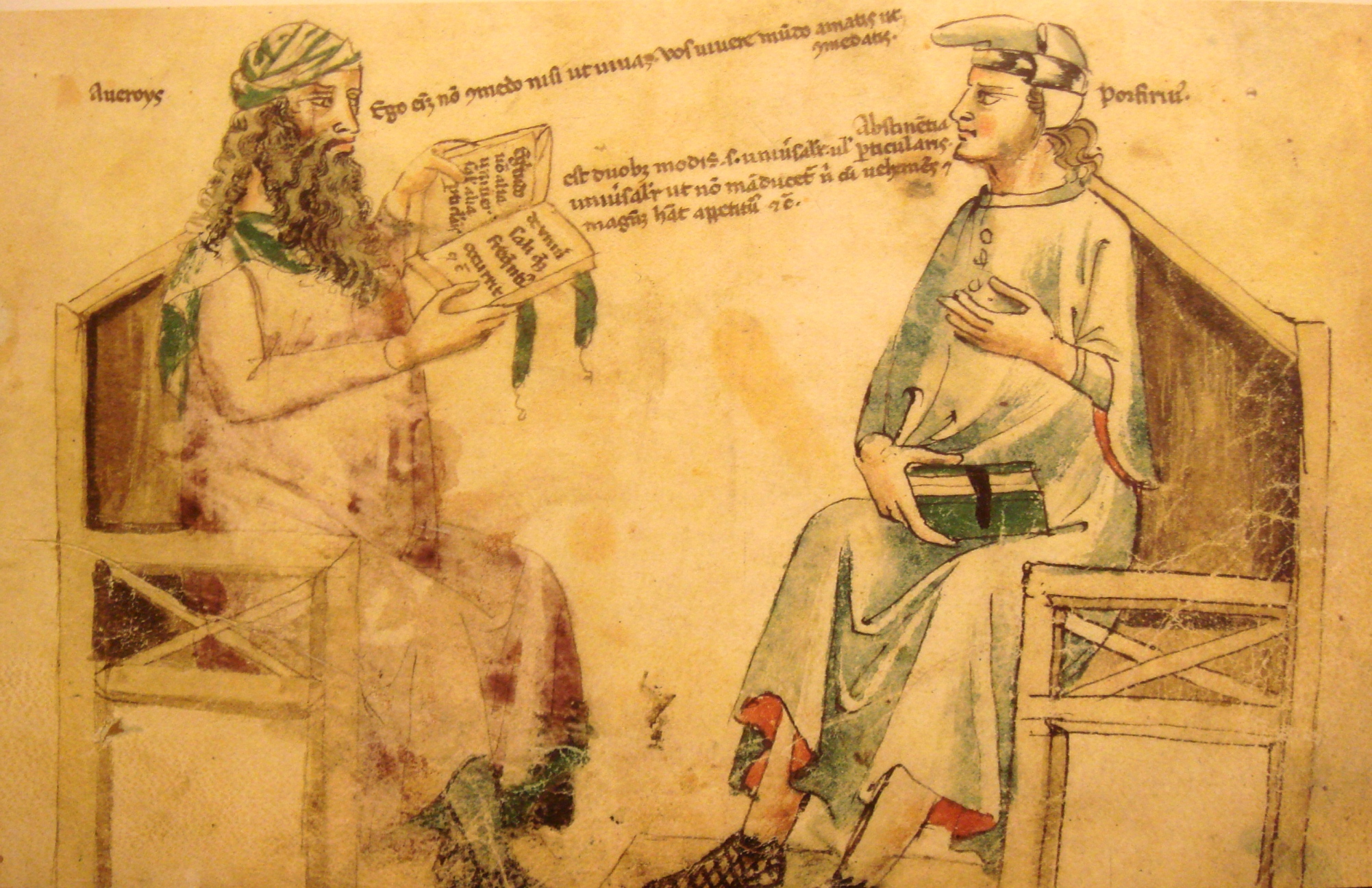
Arabský myslitel Averroes (11. století) a novoplatónský filosof Porfyrios (3. století), vyobrazení ze 14. století

V abbásovské éře (750–1258) se arabská literatura, zejména poezie, začala osamostatňovat a vazby předislámskou beduínskou tvorbu byly stále slabší. Jako odpověď na idealizující milostnou poezii se rozvinulo realistické milostné básnictví, spojené zejména se jmény Abú Nuwás (přelom 8. a 9. století) a Abú Tammám (první polovina 9. století). Pokračovala však i tradice milostné poezie soustředěná na beznadějnou lásku, jak dokládá Abbás ibn al-Ahnaf (přelom 8. a 9. století) a další básníci. Poezie se věnovala také obscénním, kajícnickým, popisným či polonáboženským tématům a pokoušela se o nejvynalézavější práci s jazykem. Odpor vůči manýře se projevoval sestavováním sbírek starší umajjovské a předislámské poezie. Výběrová díla tohoto typu vytvořili Abú Tammám a al-Buhturí, v obou případech pod názvem Hamása (Odvaha). Básníci tvořili na chalífově dvoře, po oslabení bagdádské centrální moci v 10. století se často pohybovali mezi jednotlivými dvory, jak dokládají například přesuny al-Mutanabbího (10. století) – z Aleppa přešel do Káhiry a posléze do Bagdádu. Abbásovská próza zahrnuje mimo jiné biografické texty jako například Kitáb al-Aghání (Kniha písní) historika al-Isfaháního, obsahující anekdotické příběhy ze života básníků a ukázky z jejich díla. Významným žánrem je také adab (didaktická próza), jejímž důležitým zástupcem byl v první části 9. století Al-Džáhiz. Oblíbená byla též rýmovaná próza makáma. Zároveň byla po celý středověk rozšiřována původně indická a perská sbírka příběhů Tisíc a jedna noc, znamenající přechod k moderní literatuře.
Středověká arabská literatura zažila ve středověku svůj zlatý věk také v Cordóbském emirátu na Pyrenejském poloostrově, kde od poloviny 8. století vzkvétala a vzájemně se ovlivňovala také se západoevropskou křesťanskou kulturu. Z písní v románských jazycích pravděpodobně vzešla inspirace pro rozvoj poetického žánru muwaššah. Na evropské vzdělanosti se naopak podepsala tvorba arabsky píšících filosofů navazujících na řeckou učenost – filosof Al-Fárábí (první polovina 10. století) vyšel z aristotelismu a zabýval se mimo jiné logikou a poetikou, Ibn Síná, známý jako Avicenna (první polovina 11. století) se proslavil jako lékař, teoreticky se však zabýval také poezií a dalšími obory. Ibn Rušd neboli Averroes, působící ve druhé polovině 11. století, spojoval Aristotelovy myšlenky s arabskou tradicí a jeho myšlenky měly značný vliv v křesťanských zemích. Z pozdějších myslitelů pak byl zásadní především Házim z Cartageny (13. století), básník a literární kritik.

### Indie

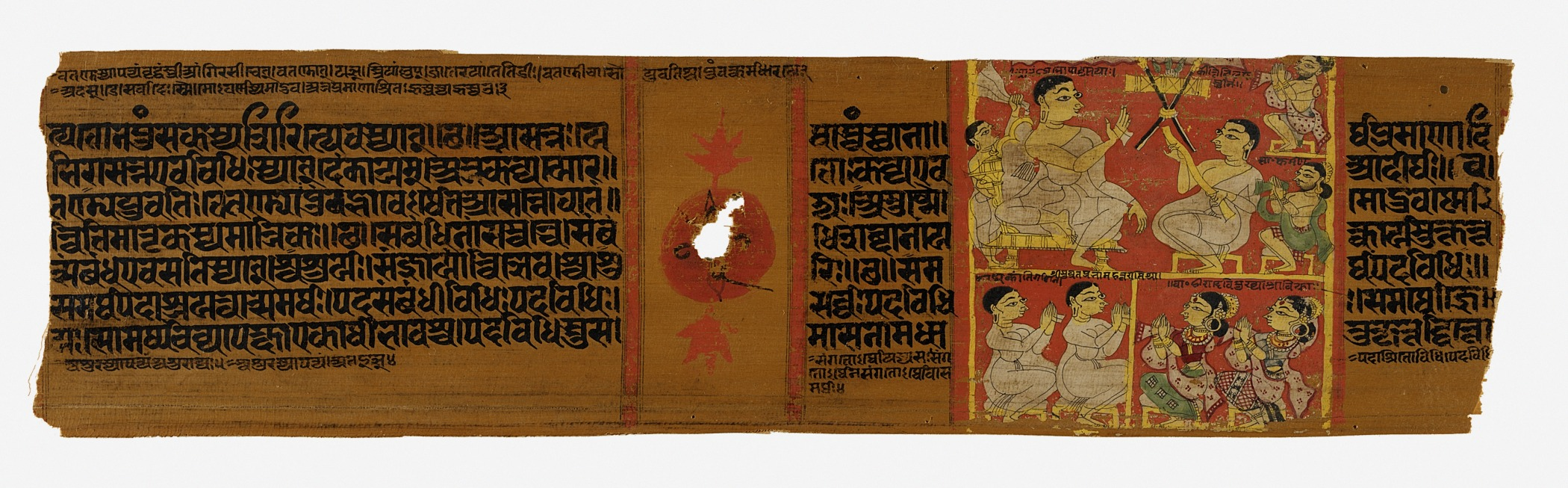
List z Hémačandrovy džinistické gramatiky sanskrtu Siddhahémašabdánušásana (text z 12. století, list asi z roku 1350)

Středověk jako období v indických dějinách nebývá bezvýhradně přijímán, jelikož neexistuje žádný významný dějový zvrat, který označit jeho začátek. Používá-li se, je obvykle datován od 8. století, někdy však také od 10. či 12. století. Jako konec středověku je pak obvykle chápán vznik Mughalské říše v roce 1526. Dušan Zbavitel chápal jako počátek indického středověku 12. století, neboť v té době začal být sanskrt vlivem muslimských dobyvatelů vytlačován z pozice hlavního jazyka literatury. Pozici dvorského jazyka si získala perština, v lidových vrstvách se na severu šířily novoindické jazyky a na jihu drávidské jazyky. Nemalou roli v šíření šíření lidem srozumitelných jazyků sehrálo bhaktické hnutí, díky kterému ztrácel sanskrt pozice také v náboženské literatuře.
Přesto v této éře vzniklo mnoho sanskrtských textů – šlo především o antologie starší poezie, přičemž motivací bylo vybrat ty nejdokonaleji vyjádřené básně. Proto se v názvech výborů často objevují označení „subhášita“ (co je krásně řečeno) a „súkti“ (krásný výrok). Kromě esteticky motivovaných antologií se sestavovaly také didaktické sbírky učící důvtipu a chytrosti („níti“). Texty byly obvykle rozděleny do tří oddílů, první poučoval o dharmě (hinduistické duchovní povinnosti), druhý se zaobíral arthou (světskými záležitostmi) a třetí kámou (milostnými otázkami). Stranou byla pojednávána také mókša, spása a cesta k ní. Z 11. či 12. století pochází Pokladnice klenotů krásných výroků (Subhášitaratnakóša), tvořená povětšinou kávjovými básněmi, nejstarší ze středověkých sanskrtských výborů. Ze stejné doby patrně původně pocházela Šňůra krásných výroků (Subhášitávalí), jedna z nejrozsáhlejší antologií, obsahující 3527 strof. Ze dvora bengálského vladaře Lakšmanasény pochází Ušní nektar správných výroků (také Ušní nektar krásných výroků, Saduktikarnámrta či Súktikarnámrta), sestavený roku 1205. Vůbec největší sbírkou je Šárngadharův průvodce (Šárngadharapaddhati) z roku 1363, zahrnující 4689 jednostrofých básní. Z výborů poučných textů lze jmenovat Náhrdelník z démantů krásných výroků (Súktiratnáhára, první polovina 14. století), jehož autorem byl Súrja Kalingarádží, a Nádobu nektaru krásných výroků (Subhášitasudhánidhi, tatáž doba) sestavitele jménem Saján. Višnuistický učenec Rúpa Gósvámí vytvořil na přelomu 15. a 16. století Šňůru básní (Padjávalí) opěvující boha Višnua.

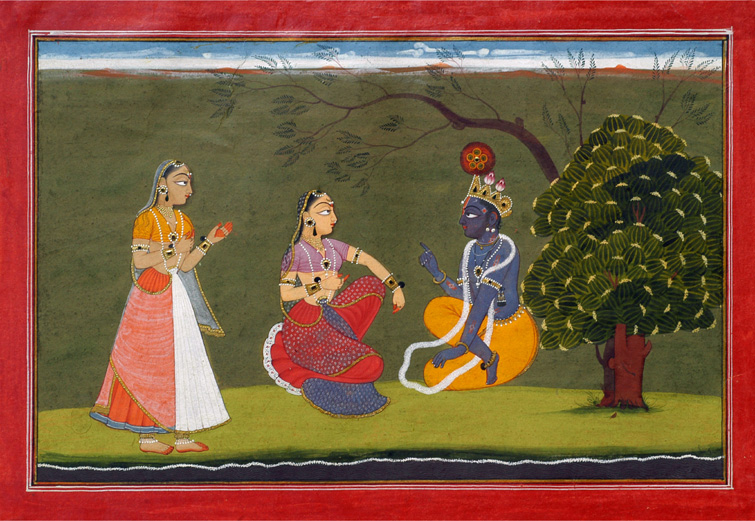
Scéna z Džajadévovy básně Gítagóvinda, ilustrace z roku 1730

Kávjová próza v sanskrtu ve středověké éře zvolna mizela a posledními autory, kteří ji tvořili, byli džinističtí spisovatelé. Dhanapála, původně bráhman, sepsal v 10. století vyprávění Tilakamaňdžarí a od té doby neustále narůstal podíl veršovaných pasáží v dílech tohoto typu. Jmenovat lze ještě Sóddhalův Příběh Udajasundari (Udajasundarikathá) z 11. století nebo džinismus propagující a vysvětlující Kouzelný kámen prózy (Gadjačintámani) autora Vadíbhasimhy Ódajadévy. Popularitu si nicméně do jisté míry udržela kávjová poezie. Zpočátku se orientovala na boha Kršnu, zejména pod vlivem úspěšné Džajadévovy básně Gítagóvinda a s přispěním šířícího se bhaktického hnutí. 12. století se stalo rovněž svědkem vzniku dvou šivaistických epických básní – Mankhovy Skutky vznešeného boha s modrým krkem (Šríkanthačarita) a Džajarathův Kouzelný kámen skutků Šivových (Haračaritačintámani). Višnuistické zaměření obsahuje Lólimbardážova skladba Višnuovy hrátky (Harivilása, polovina 11. století) a také Nektar božské hry Kršnovy (Góvindalílámrta) autora Kršnadásy Kavirádži. Příběh biblického patriarchy Josefa zpracoval v 15. století Šrívara pod názvem Obdivuhodný příběh (Kathákautuka). Existovaly také kávjové skladby s historickými náměty. Příkladem mohou být Sóméšvarův epos Měsíční záře slávy (Kírtikaumudí, 13. století) o válečných taženích nebo Sarvánandova oslavná báseň Skutky Džagadúovy (Džagadúčarita, 14. století) o dobrotivém a štědrém kupci. Ke kávjovým básnířkám patřila Gangádéví, autorka, která popsala vítězné tažení svého chotě Kumary Kamapany ve Vítězství nad Madurou (Madhurávidžaja, 14. století).
V kávjovém stylu vznikal také zvláštní druh epických básní, jehož hlavním záměrem bylo ukázat technickou zdatnost spisovatele prostřednictvím her s různými významy jednoho slova, což umožňovalo více možných způsobů chápání textu. Tak je koncipována například Bystřina lásky a odříkání (Šrngáravairágjataranginí, 1276) básníka Sómaprabhy Súriho – jednotlivé její strofy lze interpretovat jak eroticky, tak asketicky. Tvořena byla také naučná kávjová poezie (šástrakávja), k jejímž vrcholným představitelům patří Hémačandra, autor, jenž ve 12. století napsal sanskrtskou mluvnici Zlatý měsíc úspěchu (Siddhahémačandra) a další gramatická a lexikografická díla, ale též klíčovou džinistickou Učebnici meditace (Jógašástra) a Životy třiašedesáti vrcholných mužů (Trišaštišálákapurušačarita), obsahující mimo jiné biografii zakladatele džinismu, Mahávíry.

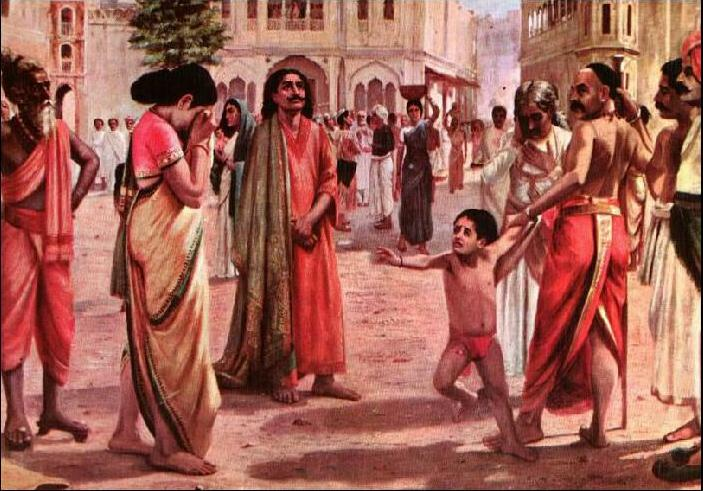
Středověké hry v sanskrtu často zpracovávaly život krále Hariščandry, zde na vyobrazení z konce 19. století (malíř Rádža Ravi Varma)

V oblasti dramatu vznikl ve středověku žánr mahánátaka (velké drama), rozsáhlý sled dialogů přednášených vypravěčem, zatímco herci předváděli děj. Mezi díla tohoto typu se počítá Hanumánovo drama (Hanumánnátaka, asi 11. nebo 12. století) nebo Měsíční svit pastýřovy hry (Gópálakéličandriká, 12. století). Využívána byly především zpracování epizod z Rámajány a Mahábháraty, ale také višnuistická témata, případně oslavné a pochvalné hry – to je případ Madanovy hry Paridžátamaňdřarí (12. století), opěvující stejnojmennou hlavní hrdinku. Oblíbeným příběhem se stal osud dobrého krále Hariščandry, inspirací se stal například pro Kšémíšvaru při psaní dramatu Strašlivý syn Kušikův (Satjahariščandra, 12. století). Kromě toho vznikaly rovněž alegorické hry, na jejichž počátku stojí v 11. století Kršnamišrův Východ měsíce poznání (Prabódhačandródaja) o boji Oblouznění a Rozumnosti. Oblíbenosti dosáhly též jednoaktové monologické bhány a veseloherní prahasany pojednávající o podvodnících, zlodějích a vtipálcích.
Středověká sanskrtská vyprávěcí literatura se často věnovala ideálnímu králi Vikramáditjovi, například Vikramáditjův vzestup (Vikramódaja) neznámého autora a časového určení. Mezi lety 1400 a 1442 byla sestavena sbírka Dvaatřicet povídek o copatých mniších (Bharatakadvátrimšiká), v kocourkovském stylu zesměšňující šintoistické asketické mnichy bharataky. Básník Vidjápati naopak vytvořil seskupení didakticky motivovaných povídek nazvané Zkouška muže (Purušaparíkšá) – v jednotlivých částech poučuje bráhman krále prostřednictvím příběhů o jednotlivých typech mužů a potenciálních ženichů pro dceru. Džinističtí autoři se vyznačovali sběrem a vyprávěním povídek především pro účely propagace svého náboženství, například Šubhašílagani vydal v 15. století rozsáhlý Soubor pěti set příběhů o osvícení (Paňčašatíprabódhasambandha). Didaktickým účelem byla vedena i džinistická tvorba a sběr příběhů zvaných prabandha a pojednávajících o dávných světcích, králích a mniších. Mezi nejúspěšnější patřila Mérutungova sbírka Kouzelný kámen příběhů (Prabandhačintámani, 1306). Indická vyprávěcí literatura měla neobyčejný význam pro světové písemnictví vůbec, neboť ovlivnila také perské a arabské texty – mimo jiné zřejmě také Tisíc a jednu noc – a jejich prostřednictvím též evropskou literaturu.

### Japonsko

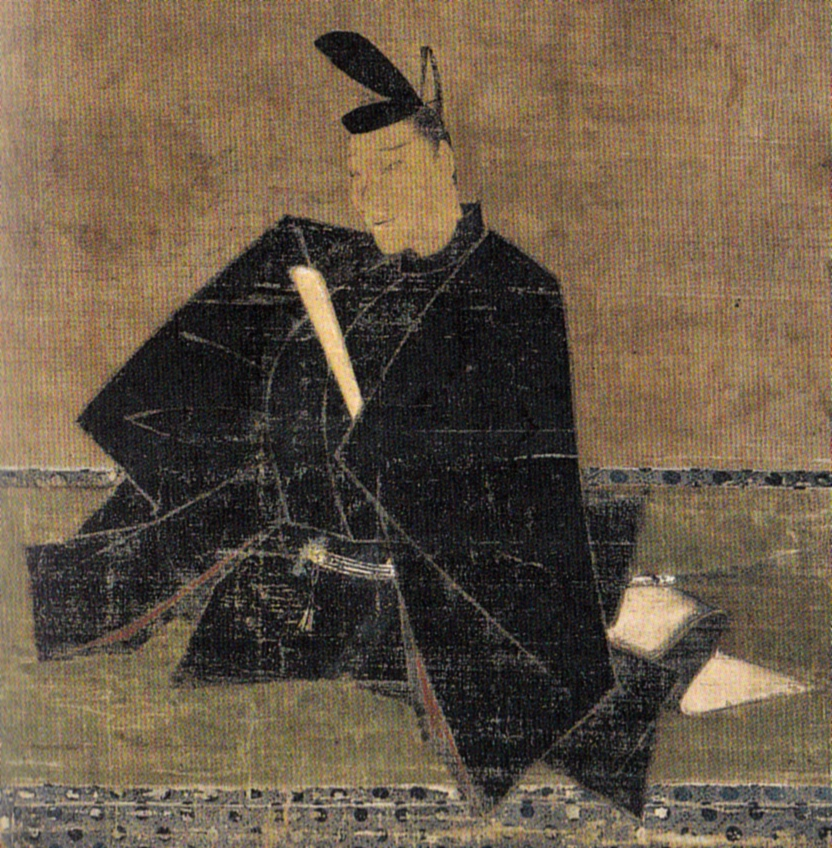
Fudžiwara no Teika na portrétu Fudžiwary no Nobuzane

V Japonsku je středověká literatura v užším slova smyslu ztotožňována s tvorbou v období Kamakura (1186–1336). V tomto období se v poezii udál přechod od tradiční poezie waka (k níž patří například žánr tanka) k novějším žánrům jako renga. Zároveň však docházelo k zaznamenávání poezie do sbírek, v tomto období vzniklo celkem 21 sbírek waka. S touto činností se pojily také básnické soutěže, organizované a podporované nejvyššími šlechtickými kruhy, ke známým patří zejména Sengohjakuban o 1500 kolech, uspořádaná císařem Go-Toba. Slavnou památkou je sbírka Šin-Kokinšú, osmá císařská antologie, jejímž hlavním kompilátorem byl Fudžiwara no Teika.
Z epických žánrů byl populární monogatari, spojující dějepisectví, ústní vyprávění a prozaické a poetické literární tradice. K nejslavnějším patří Heike Monogatari, popisující střet mezi rody Taria a Minamoto v 12. století. Objevovala se také díla autobiografického žánru nikki (doslova deník), například Isajoi Nikki (Deník šestnácté noci) mnišky Abucu Ni.

### Čína
Éra někdy označovaná jako středověká začíná v Číně pádem říše Chan v roce 220. Ve stoletích následujících po zániku centralizovaného státu došlo ke vzniku nových poetických forem inspirovaných překladovou tvorbou, rozvíjela se především lyrická poezie v pětislabičném verši, ale také esejistická tvorba a teoretické úvahy o literatuře a principech poetiky – typickým příkladem je Wen süan (Výbor z literatury) sestavený princem Siao Tchung v 6. století. V období říše Tchang (618–907) se na scéně objevili mimo jiné někteří z nejproslulejších čínských básníků, v 8. století působili Tu Fu, Li Po nebo Wang Wej. Nejčastěji se psalo v pěti- či sedmislabičných čtyřverších a osmiverších a lze hovořit o vrcholu písemnictví tvořeného v literární čínštině (wen-jen). Rozvíjela se také narativní próza, a to jak krátké milostné, dobrodružné a jiné povídky, tak zápiskové texty jako deníky a črty. Do tohoto období můžeme umístit také první výrazné texty v hovorové čínštině (paj-chua), šlo zejména buddhistické příběhy.
Novou etapu v literárních dějinách znamenalo období říše Sung (960–1279), kdy dosáhla výrazného rozkvětu nesyžetová próza a lyrický esej, a to zejména u autorů jako Su Š’ a Ou-jang Siou. V městském prostředí se prosadila chua-pen, povídková tvorba v paj-chua. Rychlý rozvoj literatury byl charakteristický také pro dobu říše Jüan (1279–1368), když četní čínští vzdělanci, jimž mongolští dobyvatelé neumožnili přístup ke státním službám, hledali obživu v neoficiální literatuře. Obzvláště vzkvétalo také drama, inspirované historií a povídkovou tvorbou.